# Forcalquier
Ne doit pas être confondu avec Forcalqueiret.
Forcalquier (en occitan provençal : Forcauquier ou Fourcauquié) est une commune française située dans le département des Alpes-de-Haute-Provence, en région Provence-Alpes-Côte d'Azur. Fondée au XIe siècle, puis capitale d'un comté florissant de Provence, surnommée la « Cité comtale », elle est aujourd'hui chef-lieu d’arrondissement. Ses habitants sont appelés les Forcalquiérens.
Elle a pour devise « Pus aut que les Aups » (« plus haut que les Alpes »), prononcé /puz aw ké léz aw/.
Ses principaux monuments sont la cathédrale Notre-Dame du Bourguet (XIIIe et XVIIe siècles), le couvent des Cordeliers (XIIIe siècle) et la chapelle Notre-Dame de Provence datant de 1875 et située à l'emplacement de l'ancienne citadelle, d'où la vue domine la Haute-Provence.
Forcalquier a la particularité d'avoir « le ciel et l'air les plus purs de France, si ce n'est d'Europe ».

## Géographie

### Situation

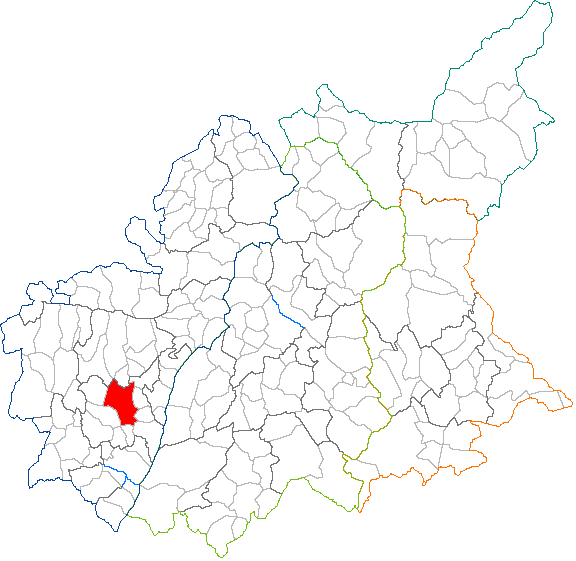
Localisation de Forcalquier dans les Alpes-de-Haute-Provence.

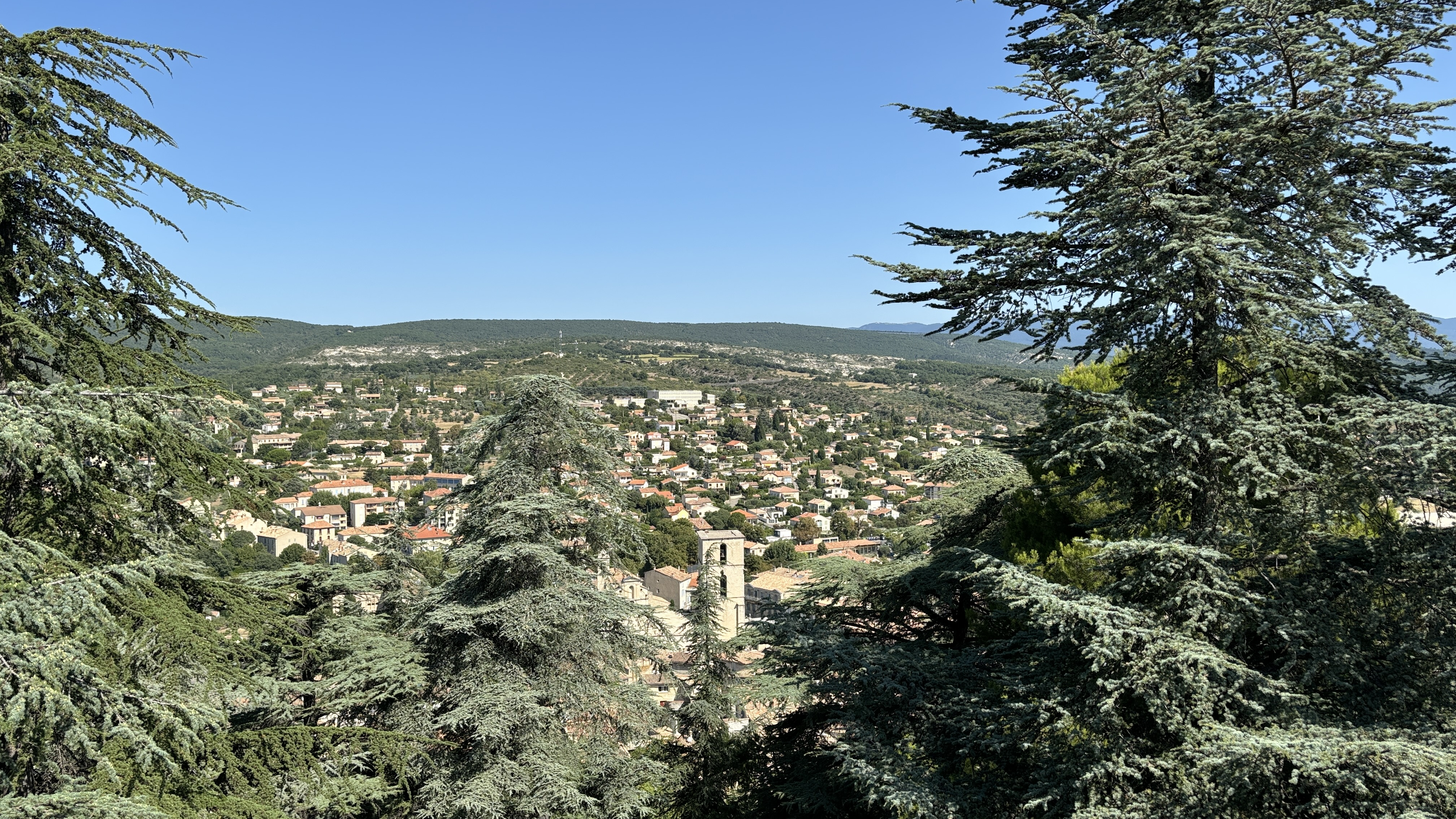
Panorama de la ville depuis la citadelle.

Forcalquier est établie entre la montagne de Lure et le Luberon, dans la partie occidentale des Alpes-de-Haute-Provence. Elle est traversée par la Via Domitia et l’ancienne route nationale 100 sur l'axe est-ouest.
Par la route, Forcalquier est située à 43 km au sud de Sisteron, à 42 km à l'est d'Apt, à 23 km au nord de Manosque, plus grande ville du département et à 50 km de Digne-les-Bains, chef-lieu du département. La commune se trouve à 80 km d'Aix-en-Provence, 88 km d'Avignon et à 109 km de Marseille, ces deux villes étant situées au sud de Forcalquier. La petite ville haut-provençale est à 747 km au sud-est de la capitale Paris.
Commune au territoire étendu, Forcalquier a des limites administratives avec de nombreux villages voisins. Au nord, elle est limitrophe de Fontienne, Sigonce la borde du nord-est à l'est, jusqu'à Pierrerue, elle aussi à l'est. Toujours à l'est, la commune borde celle de Niozelles. Au sud-est se trouve la commune de Villeneuve et au sud Forcalquier est limitrophe avec Saint-Maime. Au sud-ouest, Mane et Forcalquier possèdent une limite commune, sur une partie matérialisée par l'ancienne route nationale 100. À l'ouest se trouve le village de Limans tandis qu'au nord-ouest se trouve Ongles.

### Géologie et relief
L'altitude moyenne de la ville est de 651 mètres. Le point culminant, 904 mètres, se situe près de la « Roche Ruine », au nord de la commune. Le point le plus bas, 397 mètres, se trouve à proximité de la ferme de « Cabane », au sud de la commune. L'altitude de la mairie, riveraine de la place du Bourguet, est de 545 mètres.
Le territoire se situe sur des formations du Miocène inférieur (mais également de l’Oligocène au nord et au sud), nord-orientale des monts du Luberon[pas clair], entre plusieurs formations géologiques majeures des Alpes :
- au sud des chaînons de Lure ;
- à l'ouest de la faille de la Durance et du plateau de Valensole, bassin molassique du Miocène et du Pliocène composé de roches sédimentaires détritiques (dépôts liés à l'érosion des montagnes apparues à l'Oligocène) ;

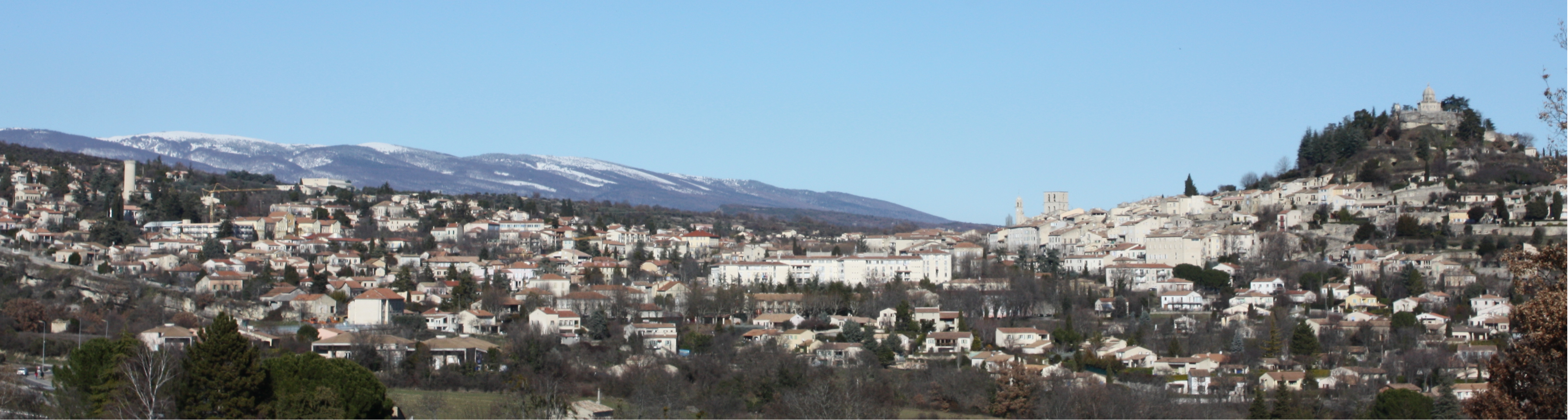
Premier plan : vue d'ensemble sur la ville de Forcalquier.
Second plan : vue sur la montagne de Lure.

- au nord du massif du Luberon.

### Hydrographie et eaux souterraines

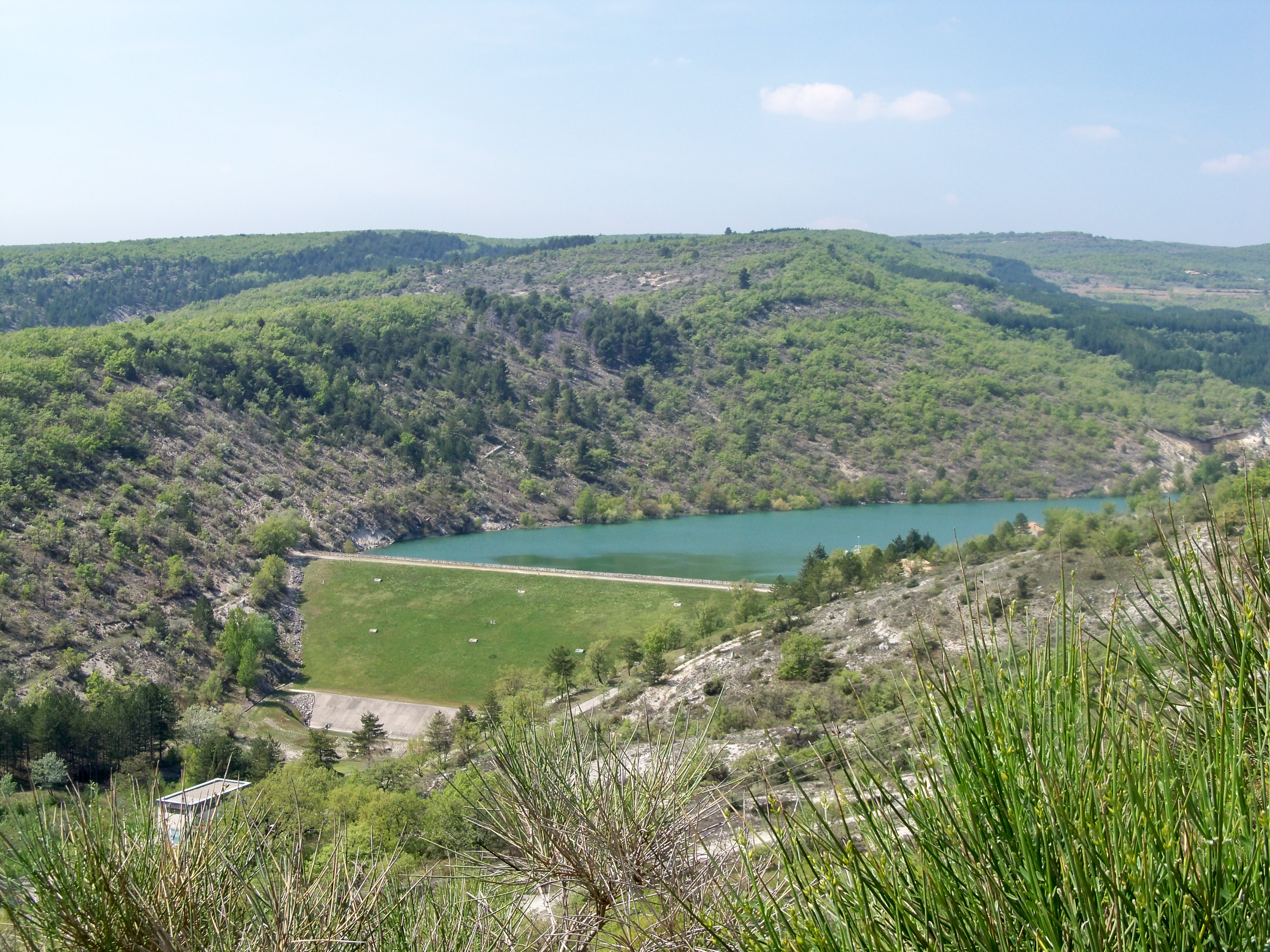
Barrage de la Laye.

Située dans le bassin versant du Rhône, dans la circonscription hydrographique no 6, Rhône-Méditerranée et Corse, Forcalquier relève de la région hydrographique Rhône.
La commune est traversée par trois cours d'eau : la rivière la Laye et les ruisseaux le Beveron, le Viou et de Pierrerue. Aucun ne traverse le centre de la ville.
La Laye prend sa source sur la montagne de Lure à Saint-Étienne-les-Orgues, traversant sept communes, et coule selon un axe nord-sud sur une longueur de 24,3 kilomètres ; elle atteint un barrage au niveau des communes de Forcalquier, Limans et Mane puis se dirige vers le cours du Largue dans laquelle elle se jette à Dauphin.
Le Beveron est un ruisseau qui prend naissance à Fontienne, traverse quatre communes le long de ses 14,9 kilomètres dans le pays de Forcalquier avant de se jeter dans le Lauzon à La Brillanne, à une dizaine de kilomètres en aval de Forcalquier.
Le Viou naît au nord de Forcalquier et le traverse, ainsi que la commune de Saint-Maime. Il se jette dans la Laye et a pour longueur 11,1 kilomètres.

### Climat
Pour des articles plus généraux, voir Climat de Provence-Alpes-Côte d'Azur et Climat des Alpes-de-Haute-Provence.
En 2010, le climat de la commune est de type climat méditerranéen altéré, selon une étude du Centre national de la recherche scientifique s'appuyant sur une série de données couvrant la période 1971-2000. En 2020, Météo-France publie une typologie des climats de la France métropolitaine dans laquelle la commune est exposée à un climat de montagne ou de marges de montagne et est dans la région climatique Provence, Languedoc-Roussillon, caractérisée par une pluviométrie faible en été, un très bon ensoleillement (2 600 h/an), un été chaud (21,5 °C), un air très sec en été, sec en toutes saisons, des vents forts (fréquence de 40 à 50 % de vents > 5 m/s) et peu de brouillards.
Pour la période 1971-2000, la température annuelle moyenne est de 12,1 °C, avec une amplitude thermique annuelle de 17,3 °C. Le cumul annuel moyen de précipitations est de 838 mm, avec 6,1 jours de précipitations en janvier et 3,6 jours en juillet. Pour la période 1991-2020, la température moyenne annuelle observée sur la station météorologique de Météo-France la plus proche, « Dauphin », sur la commune de Dauphin à 7 km à vol d'oiseau, est de 12,6 °C et le cumul annuel moyen de précipitations est de 693,2 mm. 
La température maximale relevée sur cette station est de 42,1 °C, atteinte le 28 juin 2019 ; la température minimale est de −16,4 °C, atteinte le 7 février 2012,,.
| Mois                                  | jan.           | fév.           | mars           | avril         | mai           | juin          | jui.          | août         | sep.          | oct.          | nov.           | déc.           | année      |
| ------------------------------------- | -------------- | -------------- | -------------- | ------------- | ------------- | ------------- | ------------- | ------------ | ------------- | ------------- | -------------- | -------------- | ---------- |
| Température minimale moyenne (°C)     | −1,5           | −1,6           | 1              | 4,3           | 7,5           | 11,4          | 13,3          | 12,8         | 9,7           | 6,6           | 2,4            | −1             | 5,4        |
| Température moyenne (°C)              | 4,3            | 4,9            | 8              | 11,5          | 15            | 19,5          | 22,1          | 21,6         | 17,8          | 13,5          | 8,4            | 4,8            | 12,6       |
| Température maximale moyenne (°C)     | 10,2           | 11,5           | 15,1           | 18,7          | 22,5          | 27,6          | 30,9          | 30,4         | 25,8          | 20,3          | 14,4           | 10,6           | 19,8       |
| Record de froid (°C) date du record   | −12,4 30.01.05 | −16,4 07.02.12 | −12,6 02.03.05 | −6,1 08.04.21 | −1,3 06.05.19 | 1,3 03.06.06  | 6,6 31.07.15  | 3,9 31.08.10 | −1,4 27.09.20 | −5,9 22.10.07 | −10,3 17.11.07 | −13,3 18.12.10 | −16,4 2012 |
| Record de chaleur (°C) date du record | 23,9 28.01.08  | 23,9 28.02.19  | 25,1 17.03.14  | 28,3 09.04.11 | 33,4 23.05.07 | 42,1 28.06.19 | 37,8 17.07.05 | 40 23.08.23  | 34,3 04.09.16 | 30,7 08.10.23 | 23,5 14.11.23  | 21,4 31.12.21  | 42,1 2019  |
| Précipitations (mm)                   | 50,5           | 43,2           | 51             | 62,7          | 54,6          | 44,4          | 26            | 33,6         | 47,8          | 97,6          | 101,6          | 80,2           | 693,2      |

| Diagramme climatique                                  |              |         |             |             |              |            |              |             |             |              |            |
| J                                                     | F            | M       | A           | M           | J            | J          | A            | S           | O           | N            | D          |
| 10,2−1,550,5                                          | 11,5−1,643,2 | 15,1151 | 18,74,362,7 | 22,57,554,6 | 27,611,444,4 | 30,913,326 | 30,412,833,6 | 25,89,747,8 | 20,36,697,6 | 14,42,4101,6 | 10,6−180,2 |
| Moyennes : • Temp. maxi et mini °C • Précipitation mm |              |         |             |             |              |            |              |             |             |              |            |

Les paramètres climatiques de la commune ont été estimés pour le milieu du siècle (2041-2070) selon différents scénarios d'émission de gaz à effet de serre à partir des nouvelles projections climatiques de référence DRIAS-2020. Ils sont consultables sur un site dédié publié par Météo-France en novembre 2022.

### Voies de communication et transports

#### Réseau routier

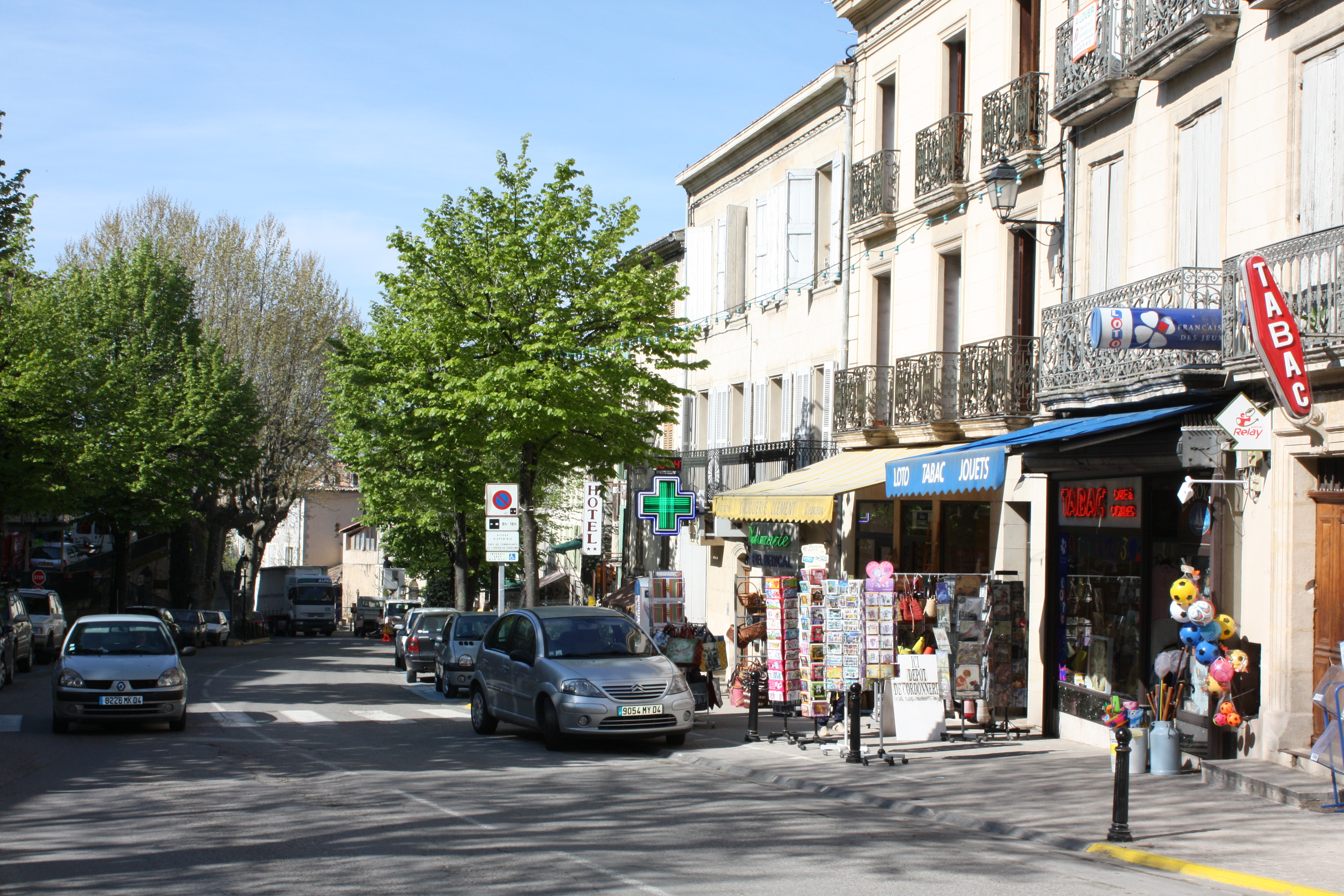
Boulevard Latourette sur l'ex-RN 100.

Forcalquier est située sur l'ancienne route nationale 100 (actuelle RD 4100), qui relie Remoulins et le col de Larche. La route arrive par l'ouest de Mane et par l'est de Niozelles. Cet axe permet de rejoindre la vallée de la Durance et l'autoroute A51 à l'est, via La Brillanne et le Vaucluse à l'ouest via Céreste, ainsi que la vallée du Rhône.
Une autre ancienne route nationale, la RN 550 (actuelle RD 950), permet de relier la ville de Forcalquier à celle de Courthézon en passant par Banon.
Forcalquier est à onze kilomètres de la bretelle autoroutière de La Brillanne (sortie 19) située sur l'autoroute A51 qui assure une communication rapide vers le sud en direction d'Aix-en-Provence et de Marseille et vers le nord en direction de Gap et de Sisteron.
Les accès secondaires sont assurés par la RD 12 à l'ouest, qui rejoint l'ancienne RN 96 à Lurs et par la RD 13 qui, en partant de Mane, traverse la vallée du Largue avant de déboucher sur Volx. Cette dernière permet de relier rapidement la ville de Manosque.

#### Services d'autocars

##### Lignes régionales, réseauZou!

Logo du réseau Zou !

Forcalquier est desservie par : 
- 1 ligne EXPRESS :

| Ligne | Tracé                              |
| ----- | ---------------------------------- |
| 65    | Marseille ↔ Manosque ↔ Forcalquier |

- 4 lignes de PROXIMITE :

| Ligne | Tracé                                |
| ----- | ------------------------------------ |
| 480   | Forcalquier ↔ Manosque               |
| 481   | Cruis ↔ Forcalquier                  |
| 482   | Forcalquier ↔ Digne-les-Bains        |
| 915   | Avignon ↔ Forcalquier ↔ La Brillanne |

#### Transports ferroviaires

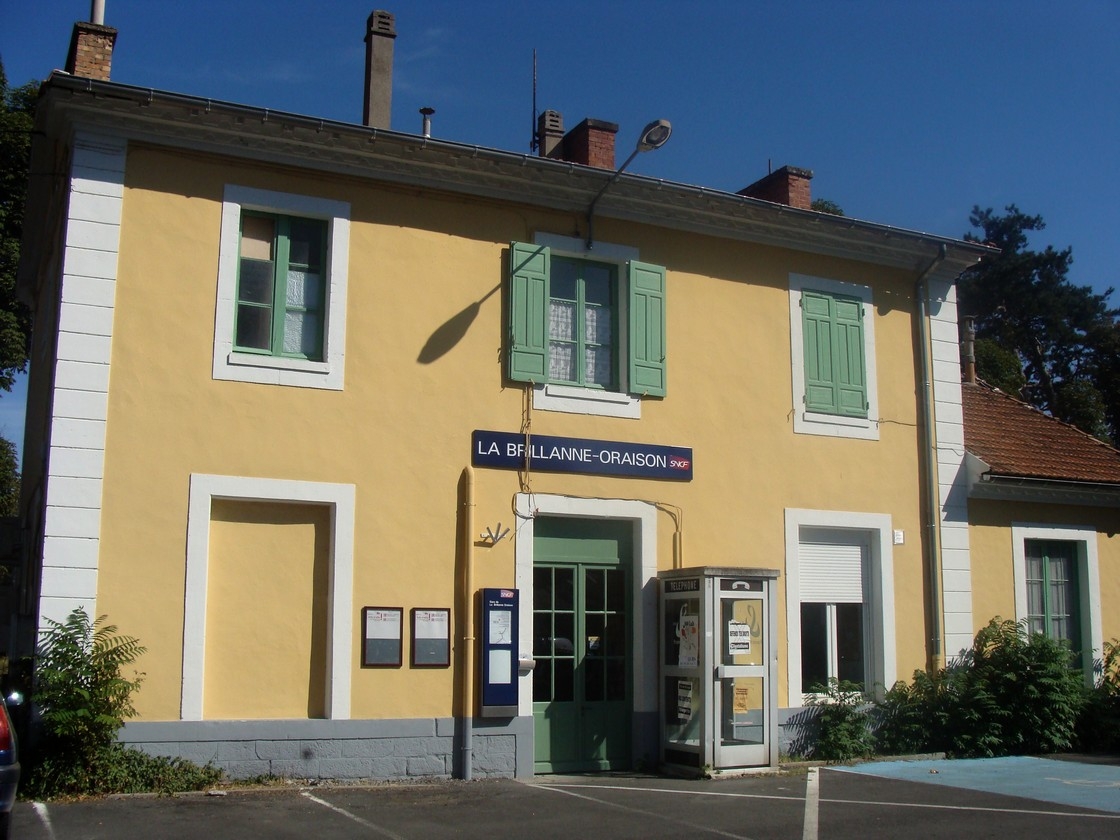
Gare de La Brillanne-Oraison.

Depuis la fermeture de la gare de Forcalquier, la ville est desservie par celle de La Brillanne-Oraison (SNCF), située à 12 km. En 2011, elle est desservie par la liaison TER Marseille-Saint-Charles-Aix-en-Provence-Veynes-Gap-Briançon six fois par jour en semaine et quatre fois le dimanche, dans chaque sens.
Celle-ci est située sur la ligne Lyon-Perrache - Marseille-Saint-Charles (via Grenoble). Cette gare est desservie par les cars LER de la ligne Avignon TGV ↔ Avignon ↔ Forcalquier ↔ Oraison ↔ Digne.

La gare TGV la plus proche de Forcalquier est celle d'Aix-en-Provence TGV, accessible grâce aux navettes LER Forcalquier ↔ Manosque ↔ Aix TGV ↔ Aéroport Marseille Provence.

#### Sentiers pédestres et voies cyclables

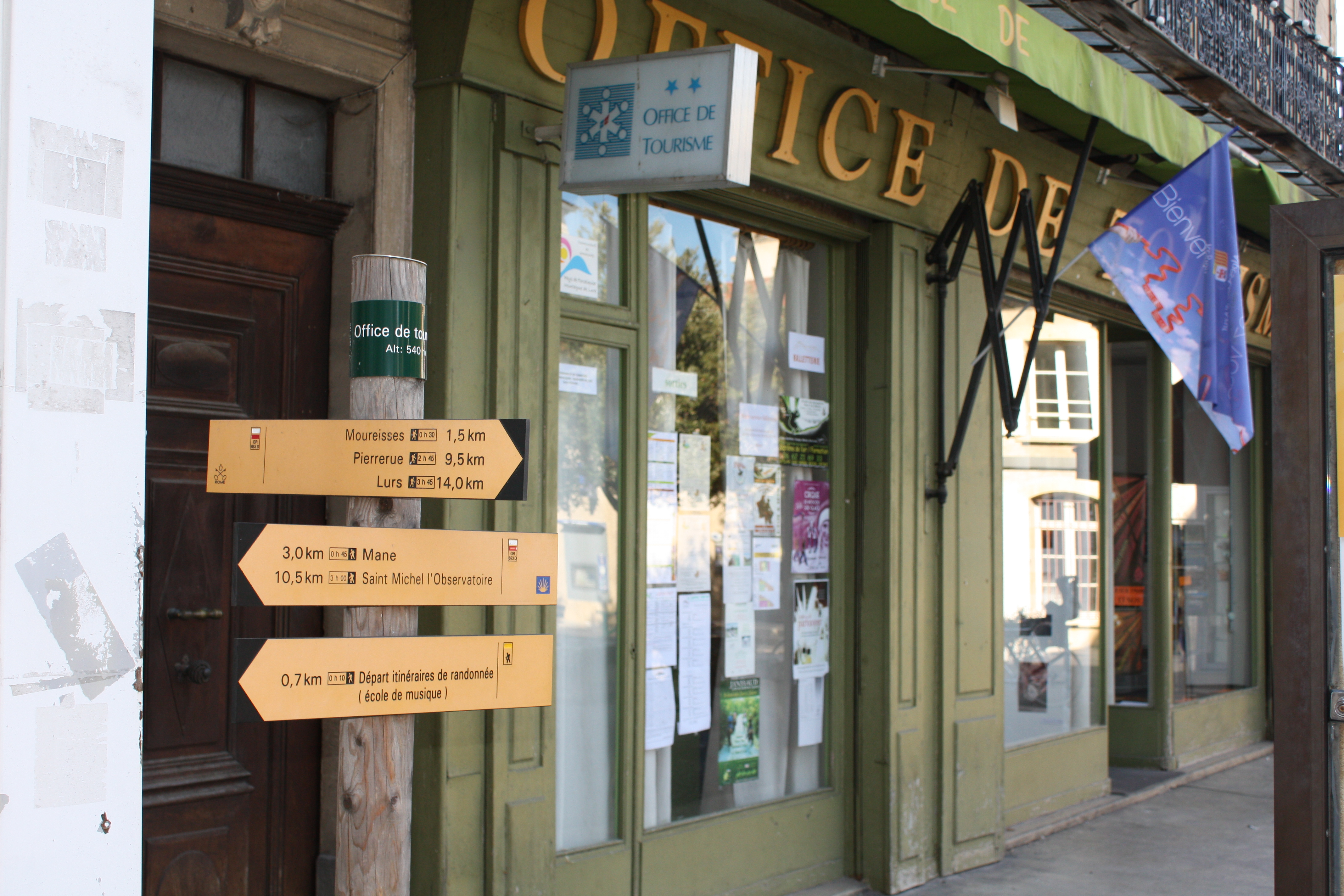
Signalisation du GR 653D.

Deux sentiers de grande randonnée traversent la commune. Le GR 6 (sentier Sainte-Foy-la-Grande - Saint-Paul-sur-Ubaye) vient de Limans et va en direction de Fontienne (ou inversement) en traversant le quartier de Saint-Marc, passe au niveau des Mourres et monte vers le clos de Melly. Le GR 653D (Sentier de Saint-Jacques-de-Compostelle - Voie domitienne) vient du hameau de Saint-Pierre de Pierrerue et traverse le centre de la commune, en passant par les places du Bourguet et de Saint-Michel et rejoint ensuite Mane.
Deux itinéraires cyclistes passent par Forcalquier : l'un permet d'effectuer le tour du Luberon via Apt, Cavaillon et Manosque, soit 236 kilomètres (« Autour du Luberon ») ; l'autre de faire le tour du Pays de Forcalquier et de la montagne de Lure (« Le Pays de Forcalquier et de la Montagne de Lure en vélo ») via Cruis et Aubenas-les-Alpes, soit 78 kilomètres.

### Risques naturels et technologiques
Aucune des 200 communes du département n'est en zone de risque sismique nul. Le canton de Forcalquier est en zone 1b (sismicité faible) selon la classification déterministe de 1991, basée sur les séismes historiques, et en zone 4 (risque moyen) selon la classification probabiliste EC8 de 2011. La commune de Forcalquier est également exposée à trois autres risques naturels :
- feu de forêt,
- inondation,
- mouvement de terrain : quelques versants de la commune sont concernés par un aléa moyen à fort[26].

La commune de Forcalquier est également exposée à un risque d'origine technologique, celui de transport de matières dangereuses, par route et canalisations:
- les routes départementales RD4100 (ancienne route nationale 100) et RD12 peuvent être empruntées par les transports routiers de marchandises dangereuses[28] ;
- la canalisation Transéthylène servant à acheminer de l'éthylène, gaz inflammable, vers Sisteron et Grenoble, traverse la commune et constitue donc un facteur de risque supplémentaire[29],[30]>.

Aucun plan de prévention des risques naturels prévisibles (PPR) n'existe pour la commune mais le Dicrim existe depuis 2010.
Forcalquier a été l'objet de plusieurs arrêtés de catastrophe naturelle : en 1984, 1990, 1994, 2011 et 2019 pour des inondations et des coulées de boue, pour des glissements de terrain en 1994 et pour des sécheresses ayant provoqué des mouvements de terrain en 2008 et 2017. Elle a également subi des tremblements de terre destructeurs (voir le tableau ci-dessous).
| Date             | Heure   | Intensité dans la commune (échelle MSK) | Épicentre                |
| ---------------- | ------- | --------------------------------------- | ------------------------ |
| 14 août 1708     | 06 h 15 | 6                                       | Manosque                 |
| 19 mai 1866      | 09 h 12 | 5,5                                     | La Motte-du-Caire        |
| 23 février 1887  | 05 h 50 | 6,5                                     | Imperia-Bussana (Italie) |
| 14 mai 1913      | 07 h 17 | 6                                       | Volx                     |
| 8 décembre 1923  | 22 h 22 | 4                                       | Manosque                 |
| 18 juillet 1938  | 00 h 57 | 4                                       | Guillestre               |
| 30 novembre 1951 | 06 h 08 | 3                                       | Chasteuil                |

## Urbanisme

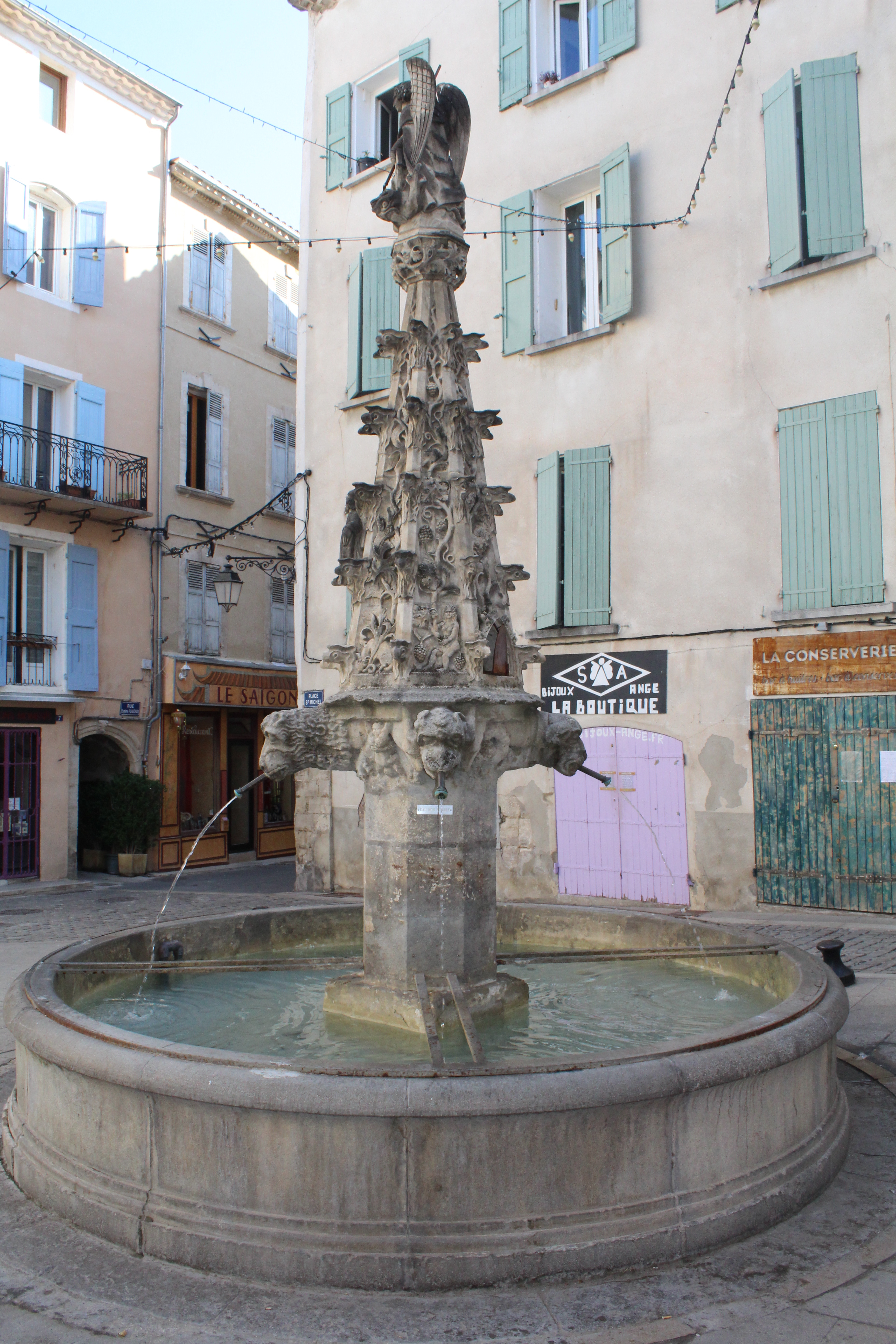
Fontaine Saint-Michel

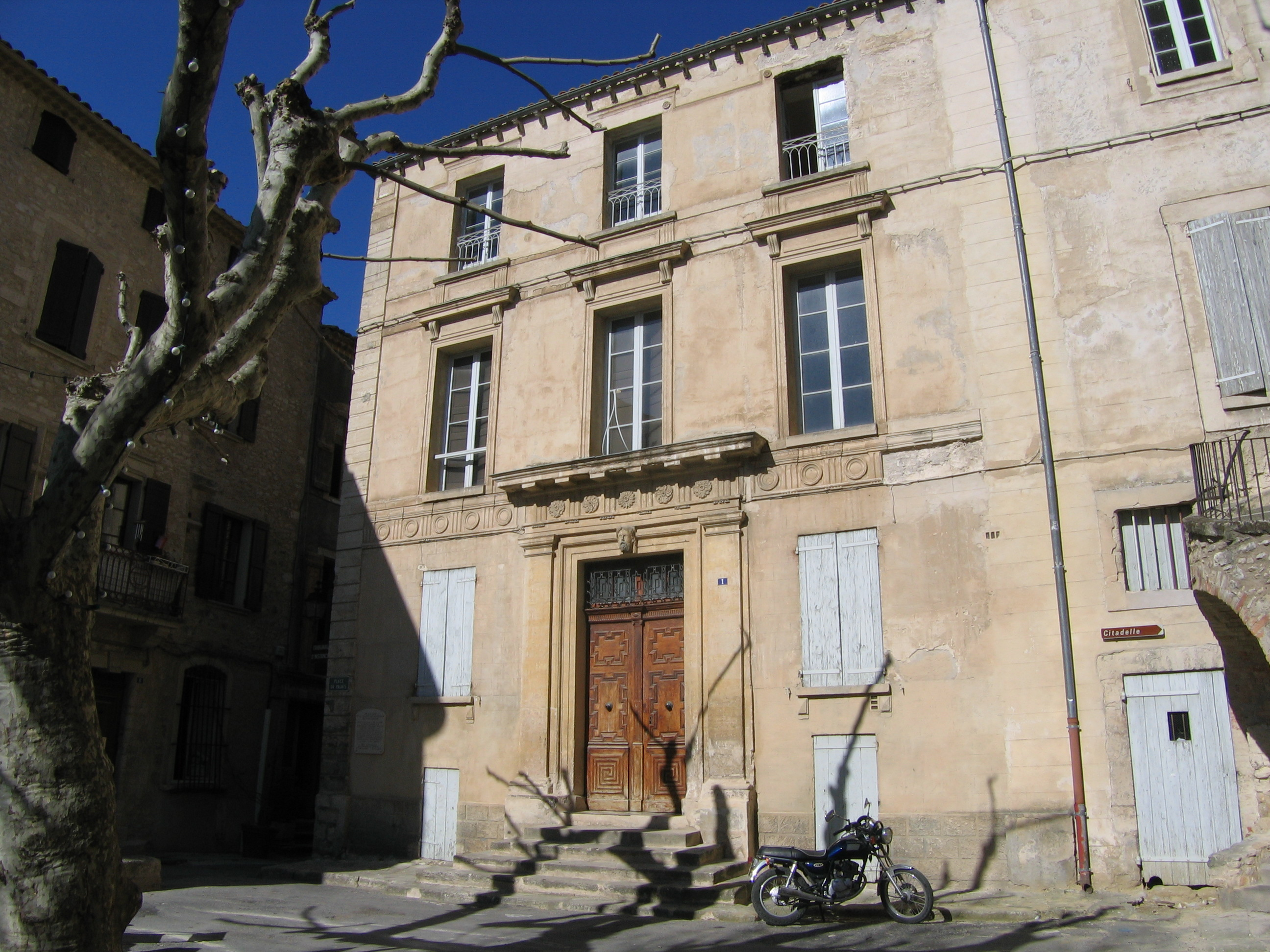
Palais de Justice.

### Typologie

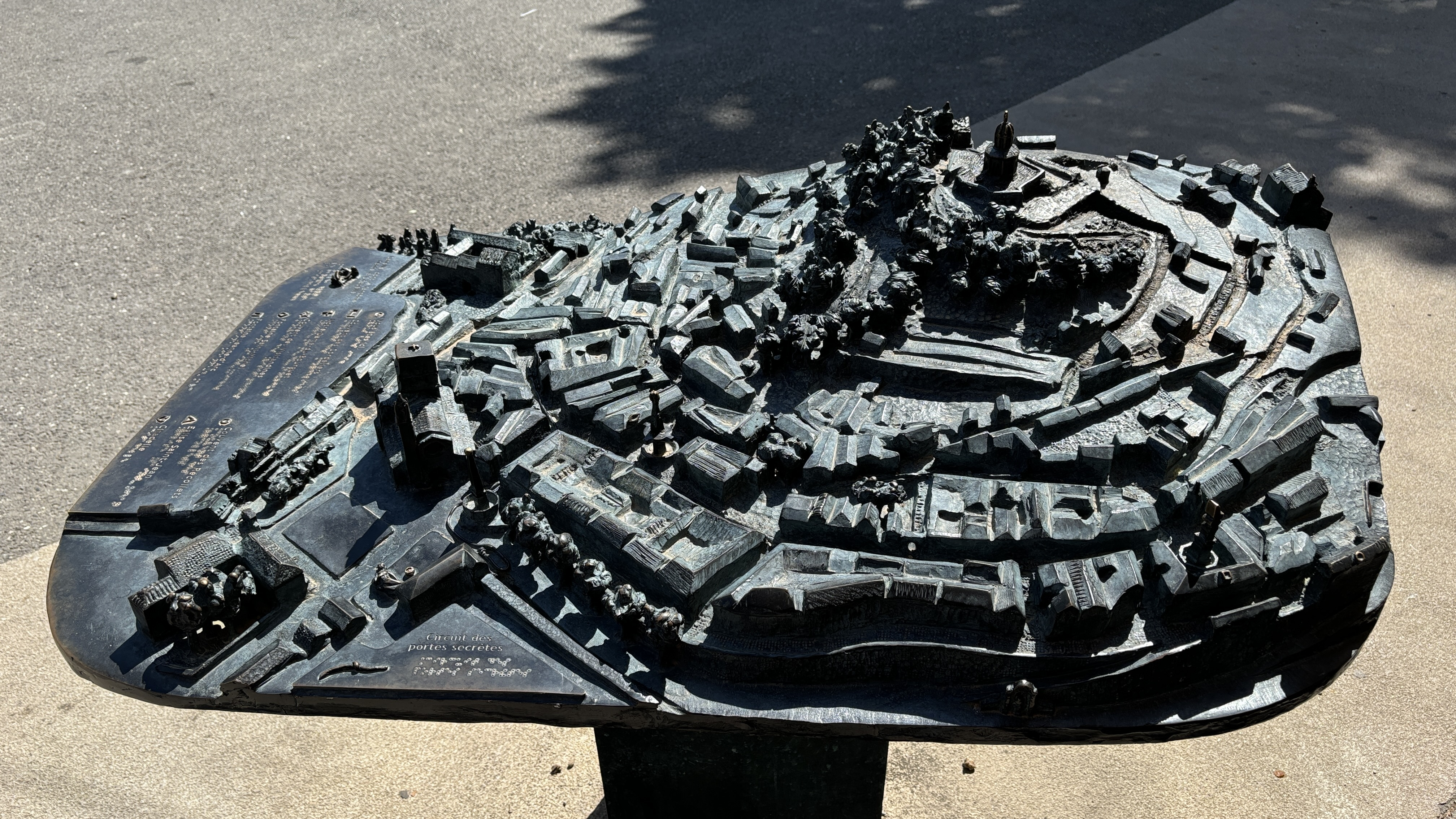
Sculpture représentant la ville.

Au 1er janvier 2024, Forcalquier est catégorisée petite ville, selon la nouvelle grille communale de densité à 7 niveaux définie par l'Insee en 2022.
Elle appartient à l'unité urbaine de Forcalquier, une agglomération intra-départementale dont elle est ville-centre,. Par ailleurs la commune fait partie de l'aire d'attraction de Forcalquier, dont elle est la commune-centre,. Cette aire, qui regroupe 7 communes, est catégorisée dans les aires de moins de 50 000 habitants,.

## Toponymie

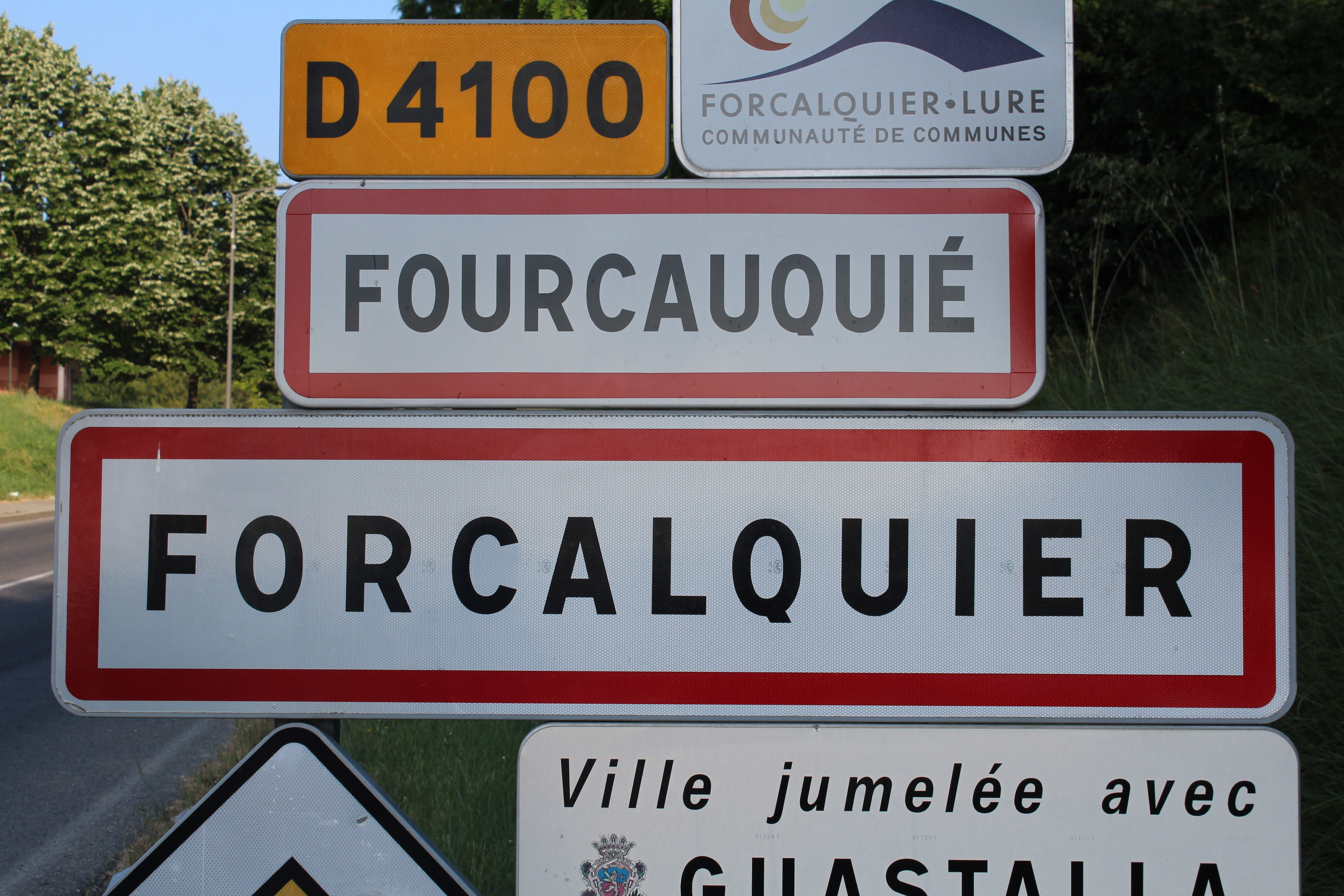
Panneau d'entrée avec le nom en occitan et en français.

Selon Ernest Nègre, le toponyme Forcalquier (in castro Furnocalcario en 1018-32, castel de Fornchalcerii vers 1103) provient de l’association des termes forn, four, et calquièr, littéralement « four calcaire », mais qu’il faut comprendre au sens étymologique « four à chaux » (calx, chaux ; calcarius, de chaux, à chaux).
D’après Jean-Yves Royer, qui se base sur des formes anciennes du nom, Forcalquier signifie « la fontaine du rocher » (Font Calquier).
Enfin, Forcalquier dérive peut-être du nom Fulcher. Aux IXe et débuts du Xe siècle, la famille de Fulcher l'Ancien possédait des propriétés foncières considérables dans les pagus d'Apt et de Riez, sur les plateaux d'Albion et de Valensole. Or, dans le premier acte où Adélaïde de Forcalquier s'est intitulée comtesse de Forcalquier en janvier 1110, elle a revendiqué le titre de comitissa Fulcheriensis, qu'on peut rapprocher de ce Fulcher qui était le plus important propriétaire de la région.
Forcalquier (prononcé [fɔrkalkje]) se prononce [fuʀkɔwˈkje] en provençal, la graphie du toponyme est Forcauquier en provençal selon la norme classique (graphie occitane) ou Fourcauquié selon la norme mistralienne (graphie provençale).
La colline de la Bombardière, située immédiatement au sud de la colline de la Citadelle, porte le souvenir de l'installation de l'artillerie par Giacomo Giolitti lors du siège de 1481.
La ville est parfois surnommée dans les médias la « cité des quatre reines » à la suite de la parution, en 1973, du livre Le Pays des Quatre Reines consacré à l'histoire de la Haute-Provence, à ses mœurs et coutumes. Le titre renvoie aux quatre filles du comte de Provence Raymond Bérenger IV (ou V), qui toutes épousèrent un roi. Rien n'indique cependant que ces quatre reines « soient jamais venues à Forcalquier ».

## Histoire

### Préhistoire et Antiquité

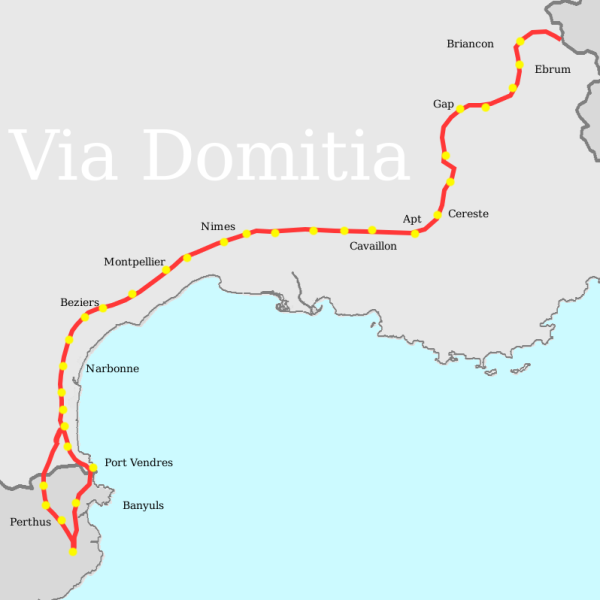
Tracé de la Via Domitia.

Les premières traces de vie humaine sur Forcalquier datent du IIIe millénaire av. J.-C., c'est-à-dire de la période Néolithique. En 1991, un campaniforme a été découvert dans le quartier de La Fare : des gobelets céramiques en forme typique de cloche ont été trouvés dans une sépulture,. À l’Âge de Fer, les hommes s’installent sur les hauteurs, dans les oppida.
Avec la colonisation romaine à partir de la conquête de la Narbonnaise (-121), ce sont les plaines et les grands axes de communication qui sont privilégiés. La voie Domitienne (Via Domitia), construite en 118 a.v. J.-C. par le proconsul Gnaeus Domitius Ahenobarbus, relie l'Italie à la péninsule Ibérique par la Gaule narbonnaise. Cette route traverse le territoire actuel de Forcalquier en bordure des communes de Niozelles et Villeneuve.

### Haut Moyen Âge

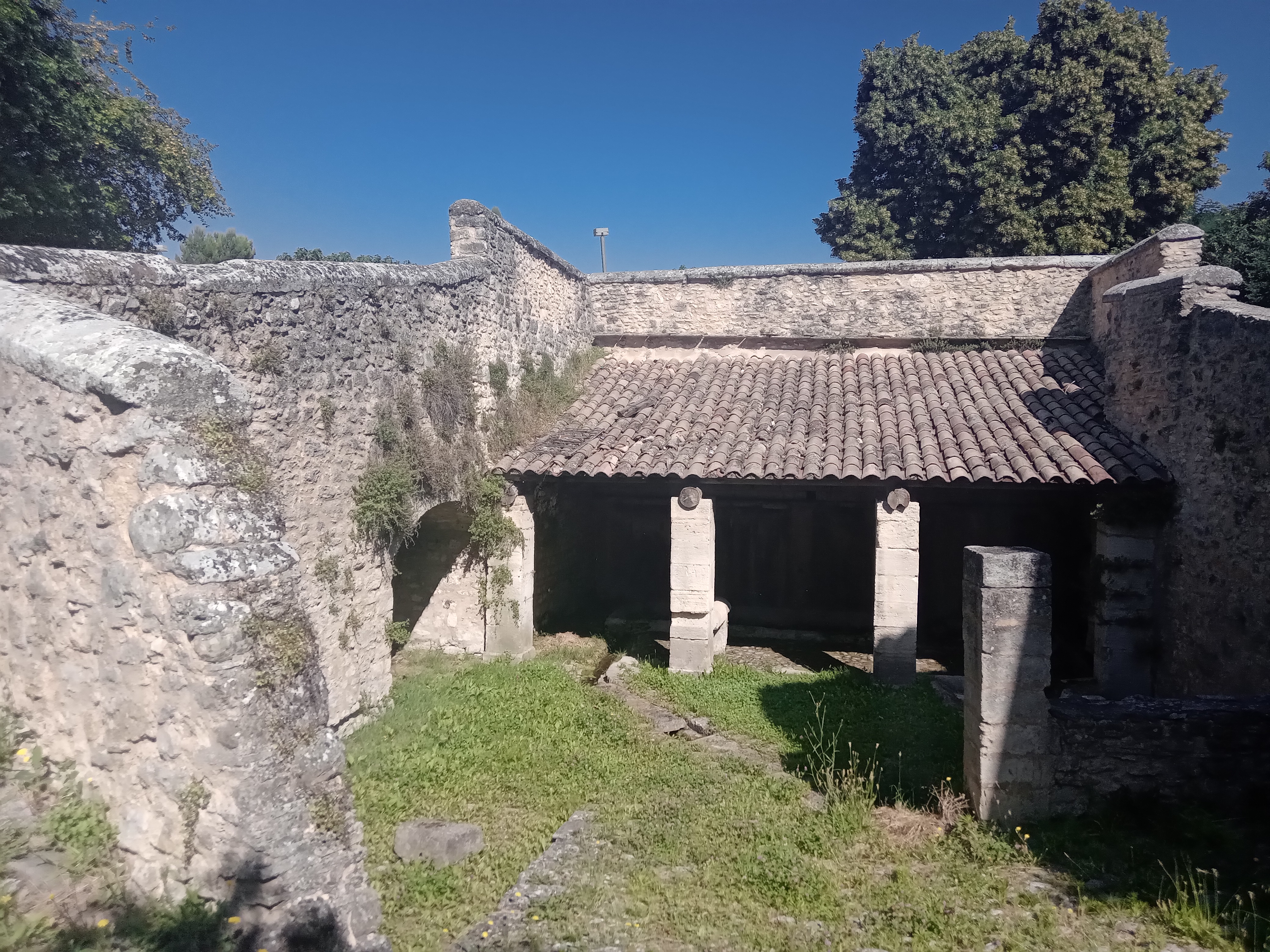
La Bonne fontaine sur le site antique de la Villa Betorrida.

Après la chute de l'Empire romain d'Occident (476), le sud-est de la Gaule fait partie du royaume des Burgondes. En 510, le roi des Ostrogoths Théodoric le Grand, qui contrôle l'Italie, conquiert la région comprise entre la Durance, le Rhône et l’Isère. Cette région est restituée en 526 au roi des Burgondes Godomar III par la régente ostrogothe Amalasonte. En 534, le royaume des Burgondes, conquis par les fils de Clovis, devient une des possessions des rois mérovingiens, puis des Carolingiens (751).
Une petite agglomération se constitue au VIIe siècle au pied de la butte de Forcalquier. L’église Saint-Promasse et un établissement agricole, la Villa Betorrida, existent à cette époque près de la source antique de la Bonne fontaine.
Au IXe siècle ou au Xe siècle, un château est construit sur la butte : il est assez sûr pour accueillir les reliques de saint Mary afin de les mettre à l’abri des Sarrasins.
Le site de Forcalquier, situé à l'est du Rhône, se trouve dans une région qui, en vertu du traité de Verdun (843), fait partie de la Francie médiane, et ultérieurement du royaume de Provence (855-933), du royaume d'Arles (933-1378) et du Saint-Empire romain germanique (à partir de 1032).

### Moyen Âge
L’agglomération est mentionné pour la première fois dans un document de 1004, sous la forme Forcalchiero.

#### Les débuts du comté de Forcalquier
En 1060, Géraud Chevrier, évêque élu de Sisteron, ne pouvant entrer dans sa ville, se réfugie à Forcalquier. Il élève alors l’église Saint-Mary au rang de concathédrale,. Urbain II y séjourne le 7 août 1096, en revenant de son prêche pour la première croisade.

Blason des comtes de Forcalquier.

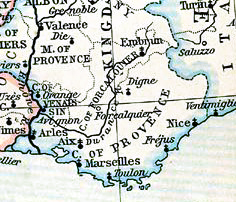
Partage de la Provence au XIIe siècle entre comté et marquisat de Provence et comté de Forcalquier.

Forcalquier devient ensuite une possession des comtes de Provence. Le comte Foulques Bertrand s’intitule « comte de Forcalquier » et en fait sa résidence principale.

#### Apogée de Forcalquier
Au XIIe siècle, le comté de Provence, possession indivise entre plusieurs comtes, est partagé et une des trois parties revint à la comtesse Adélaïde, veuve d'un comte d'Urgell, qui prend le titre de comtesse en 1110.[pas clair]
Au XIIe siècle, les comtes de Forcalquier font de cette ville la capitale d'un comté qui s'étend des sources de la Durance aux portes de Cavaillon, et dont les villes principales sont Embrun, Gap, Sisteron, Manosque, Pertuis, Apt et Sault. Ce siècle est l’âge d’or du Pays de Forcalquier, comme en témoignent les nombreux édifices romans de la région.
En 1209, le mariage de Garsende de Sabran et d’Alphonse II de Provence fait revenir le comté de Forcalquier dans les mains des comtes de Provence, et Forcalquier devient une de leurs résidences.

#### La charte communale (1206)

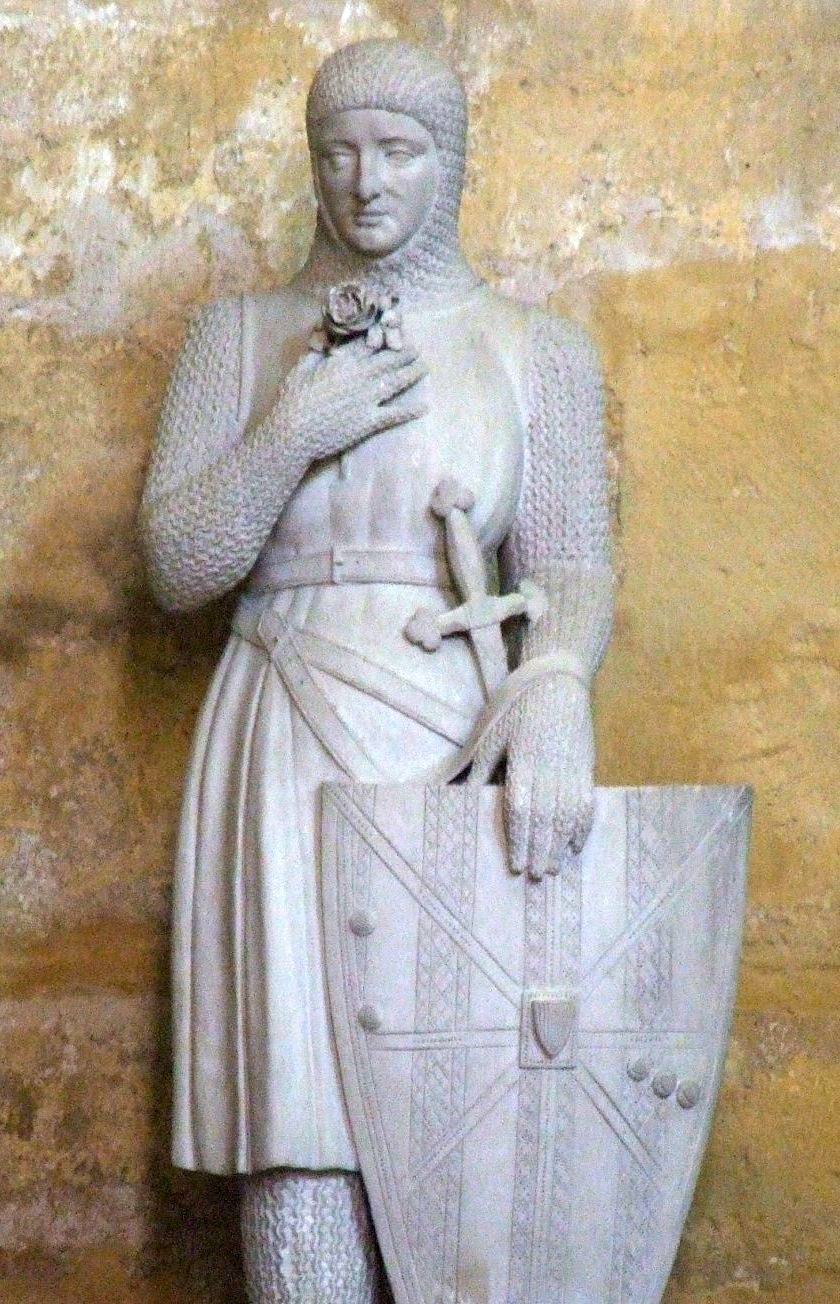
Raimond Bérenger IV de Provence.

Guillaume IV de Forcalquier étant en difficulté face au marquis de Provence et au comte de Toulouse, la ville devait leur fournir une milice. C'est ainsi qu'en échange, Forcalquier recevait des privilèges et exemptions de taxes, depuis le 26 mai 1206. Ces droits, déjà augmentés petit à petit, sont considérablement étendus à la fin du XIVe siècle.
Après l’assassinat de la reine Jeanne de Naples par Charles de Duras, la Provence est en pleine guerre de succession. La reine Marie, veuve de Louis d’Anjou, accorde des chartes de commune aux villes du comté pour financer sa guerre. Forcalquier obtient la sienne le 23 juin 1385. Elle donne une très grande autonomie à la ville.
Le droit de vote n’est pas donné à tous les hommes libres, mais le collège électoral peut rassembler près de 75 % des chefs de feu. Tous les titulaires de charge, notamment les syndics (maires), sont réélus tous les ans, avec inéligibilité à leur sortie de charge.
Cette charte est ensuite précisée, notamment en 1452, quand sont définis comme citoyens les hommes libres ayant les deux tiers de leurs biens à Forcalquier et y passant les fêtes. La ville profite des difficultés financières de François Ier pour racheter les derniers droits féodaux en 1521.

#### Le déclin de la fin du Moyen Âge
Au printemps 1348, la peste noire provoque une émeute au cours de laquelle les maisons des juifs sont pillées. Tout le siècle suivant est marqué par les grandes épidémies de peste.
Après la crise économique et démographique du XIVe siècle, Forcalquier souffre des passages de Charles de Duras et de Raymond de Turenne.
Faute d'héritier au dernier comte de Provence, le roi René, la Provence est associée au royaume de France en conservant son indépendance (« comme un principal à un autre principal »)[pas clair]. Le titre de comte de Forcalquier, porté par les comtes de Provence, l'est ensuite les rois de France (jusqu'à Louis XVIII). Le changement de souverain a lieu en 1481 : Louis XI devient comte de Provence, mais doit assiéger Forcalquier, qui résiste trois semaines avant de tomber le 21 juillet, puis est mise à sac.

### Époque moderne (1492-1789)

#### La Réforme et les guerres de religion
La Réforme protestante, promue par l'Allemand Martin Luther à partir de 1517, est précoce à Forcalquier, puisque les premières conversions se font avant 1512[pas clair], date où ont lieu des actes de vandalisme iconoclaste : des oratoires sur les chemins sont rompus.
Pendant les guerres de religion, la ville est majoritairement catholique, mais une partie non négligeable de la population est protestante. Le premier consul protestant est élu en 1559, et à cette date les protestants utilisent la chapelle Saint-Promasse pour célébrer leur culte. Des troubles se produisent, dont des rixes.
Les troubles majeurs commencent par l’assassinat du consul Antoine Amalric et de son fils sur la route d’Aix. Une épidémie de peste a lieu en 1561, et, inquiets, environ la moitié des protestants de la ville se réfugie à Sisteron en février 1562. Le 12 juin 1562, les huguenots font le siège et s’emparent de la ville. Ils mettent à sac la cathédrale et l’église des Cordeliers,. Les protestants quittent rapidement la ville pour aider leurs coreligionnaires de Sisteron, ce qui permet à une armée catholique d’occuper la ville et de mettre à sac les maisons privées, y compris celles de catholiques.
Les huguenots ne rentrent qu’avec l’édit d'Amboise (1563), qui leur donne le droit de pratiquer leur religion et qui leur réserve un quart du conseil municipal. Ils établissent leur propre école, ont leurs prêches et leur cimetière. Cependant, de nouveaux heurts se produisent en 1564 puis l’année suivante. En 1567, la ville est à nouveau prise par les huguenots, qui l’abandonnent au bout de trois semaines à la demande de la municipalité. À partir de cette année, ils utilisent l’église des cordeliers pour le culte.
Forcalquier est l’une des deux places de sûreté, avec Mérindol, accordées par la paix de Saint-Germain-en-Laye (1570) aux protestants de Provence à la fin de la troisième guerre de religion.
La ville est cependant assiégée par ces derniers en 1576 (cinquième guerre de religion), puis en 1580 (septième guerre de religion). Ils reviennent à l’assaut en 1585 après le début de la huitième guerre de religion (1585-1598). Ce sont les catholiques qui assiègent ensuite la ville : le duc d’Épernon en 1587, le duc de La Valette en 1588.
Entretemps, la peste fait son retour en 1581.
La ville se rallie à Henri IV dès son avènement en 1589, alors qu'il est le chef du parti protestant depuis 1576 : elle envoie des troupes à Vinon affronter le duc de Savoie Charles Emmanuel Ier, dont l'incursion est repoussée.
En 1601, Henri IV fait raser le château (ou autorise sa destruction). Le dernier épisode militaire des guerres de religion se situe en 1629.

#### De Henri IV à Louis XVI
La communauté protestante est importante au XVIIe siècle ; elle dispose d’un temple, grâce à l’édit de Nantes (1598). Mais les pressions de toutes sortes, venues du Parlement de Provence et de l’évêque, entraînent sa disparition avant même le début du règne personnel de Louis XIV (1660).
Après les guerres de religion, Forcalquier connaît, comme le reste de la France, une période de reprise dans le premier tiers du XVIIe siècle, mais perd encore 2 000 habitants pendant la peste de 1630. Siège d'une sénéchaussée, elle est le centre judiciaire de son ancien comté.
Ville importante, Forcalquier est tenue de loger les soldats (les casernes n’existant pas à l’époque, les soldats sont logés chez l’habitant). C’est le conseil municipal qui répartit les soldats entre les différents habitants. Mais devant les exemptions dont bénéficient certains bourgeois, le peuple de la ville se soulève et provoque une émeute[Quand ?].
Forcalquier est le siège d’une viguerie jusqu’à la Révolution française.

### La période de la Révolution française
La prise de la Bastille est accueillie favorablement. Mais, immédiatement après l’arrivée de la nouvelle, un phénomène de peur collective s’empare du pays, par peur d'un « complot des aristocrates » désirant recouvrer leurs privilèges. Des rumeurs de troupes en armes dévastant tout sur leur passage se propagent à grande vitesse, provoquant des prises d’armes, l’organisation de milices et des violences antinobiliaires. Cette Grande Peur, venant de Sisteron et appartenant au courant de la « peur du Mâconnais », atteint Forcalquier et sa région le 31 juillet 1789 avant de se propager vers le sud-ouest.
Elle aboutit à la nuit du 4 août 1789 qui abolit tous les privilèges, personnels, familiaux ou territoriaux, notamment les privilèges de la Provence comme de toutes les autres provinces, .
La société patriotique de la commune (créée en 1789) fait partie des 21 premières créées dans les Basses-Alpes (aussi créé en 1789) : elle s’affilie au club des Jacobins de Paris le 22 juin 1792. Le club de Forcalquier accueille une assemblée des sociétés de son district le 7 avril 1793. Le 25 mars 1794, la cathédrale Notre-Dame du Bourguet est saccagée et son trésor envoyé à la fonderie.
Après la chute de Robespierre le 9 thermidor an II (27 juillet 1794), le représentant en mission Gauthier épure la société (25 novembre 1794°.
Entre 1795 et 1798, une bande de royalistes, « les égorgeurs royaux », sème le trouble dans la ville et le canton d'Oraison, rançonnant les communes et bastonnant les républicains.

### Époque contemporaine

#### Sous-préfecture
Chef-lieu de district à partir de 1789, Forcalquier devient sous-préfecture sous le Consulat.
Entre 1806 et 1813, le sous-préfet Latourette fait raser les remparts, qui sont remplacés par des boulevards et des avenues.

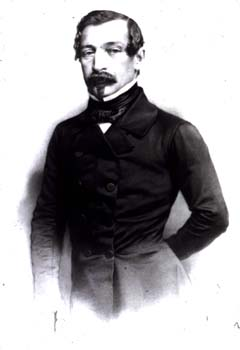
Louis-Napoléon Bonaparte, élu président des Français en 1848.

#### Un bastion républicain
Forcalquier est un bastion républicain au cours de la Deuxième République : c’est l’horloger Escoffier qui fonde la première chambrette (société secrète républicaine en Provence) en 1849, qui essaime rapidement. Des banquets sont organisés le 21 janvier 1850 pour l’anniversaire de l’exécution de Louis XVI, ce qui entraîne le désarmement des gardes nationaux de Mane et Forcalquier.
En 1851, Forcalquier est au centre de la résistance au coup d’État de Napoléon III dans les Basses-Alpes. Le signal de l’insurrection est donné par les Forcalquiérens à la foire de Mane, le 5 décembre, le sous-préfet et les gendarmes qui ne se rallient pas sont emprisonnés. Une troupe de 3 000 hommes quitte ensuite Forcalquier pour prendre le contrôle de Digne et du département. Après l’échec de l’insurrection, une sévère répression poursuit ceux qui se sont levés pour défendre la République : 39 habitants de Forcalquier sont traduits devant la commission mixte, la majorité étant condamnés à la déportation en Algérie.

#### Un centre intellectuel
Forcalquier reste un centre intellectuel. En 1867, l'Athénée littéraire est créé. Les Jeux floraux en 1872, les fêtes de l'inauguration de Notre-Dame de Provence en 1875, la fondation de l’École des Alpes en 1876 et les fêtes internationales de la Latinité en 1882, suscitent de grands espoirs.

#### Forcalquier et la Première Guerre mondiale
La commune est durement touchée par la Première Guerre mondiale : outre les morts au champ d'honneur, un Forcalquiérain meurt fusillé pour l'exemple ; contrairement aux autres communes du département dans le même cas, la mairie a toujours refusé de placer son nom sur le monument aux morts.

#### La Seconde Guerre mondiale
Une annexe du camp des Milles ouvre à Forcalquier au début de 1940. L’armée française y interne des étrangers, principalement des Allemands, bien qu'ils soient réfugiés en France et antinazis, notamment Ferdinand Springer. Ils sont enfermés dans l’ancienne prison (actuel bâtiment de la Simonette). Vêtus d’uniformes bleu horizon, ils sympathisent avec la population, et même avec leurs gardiens, par exemple l'éditeur Pierre Seghers qui fait partie du détachement chargé de la surveillance.
Le 8 juin 1944, l’Armée secrète tente de libérer Forcalquier. Mais la Wehrmacht reprend la ville d’assaut, faisant douze morts. Finalement, ce sont les Alliés, débarqués en Provence, qui libèrent Forcalquier le 19 août 1944.
La ville est décorée de la croix de guerre au titre de haut-lieu de la Résistance.

#### L'après-guerre
Le ciel le plus ensoleillé de France permet l’installation de l’observatoire de Haute-Provence à proximité de la commune, à Saint-Michel-l'Observatoire.
L’aménagement hydroélectrique de la Durance et la création de la retenue de la Laye renouvellent la vitalité du pays, permettant une irrigation généralisée des cultures et une alimentation sécurisée en eau potable.

## Politique et administration

### Tendances politiques et résultats
La vie politique de Forcalquier des dernières années se caractérise par une certaine ambivalence des résultats, suivant fréquemment les tendances nationales. La commune, qui fut quelque temps à droite, bascula d’une courte avance en 2001 à gauche avec l’élection de Christophe Castaner (socialiste) réélu dès le premier tour en 2008 avec 64,45 % des suffrages. De fait, les scrutins locaux (élections cantonales ou régionales) ont tous été remportés par la gauche sur ces dix dernières années. À l’inverse, et toujours conformément aux résultats nationaux, les élections législatives de 2002 comme les élections présidentielles en 2002 et 2007 ont été largement remportées par la droite parlementaire, exception faite de l'élection législative de 2007 où Christophe Castaner (PS) a réalisé un score de 52,35 % contre 47,65 % pour le candidat réélu Daniel Spagnou (UMP). En 2002, le résultat de Jean-Marie Le Pen (17,05 %) fut inférieur à Forcalquier, tant par rapport au chiffre national (17,79 %) que départemental (21,17 %). De la même manière, les électeurs forcalquiérens ont suivi la mouvance nationale lors du scrutin européen de 2004 où la gauche devançait la droite de peu mais aussi à l’occasion du référendum relatif au traité établissant une Constitution pour l’Europe où le « non » l’a emporté.

### Politique locale

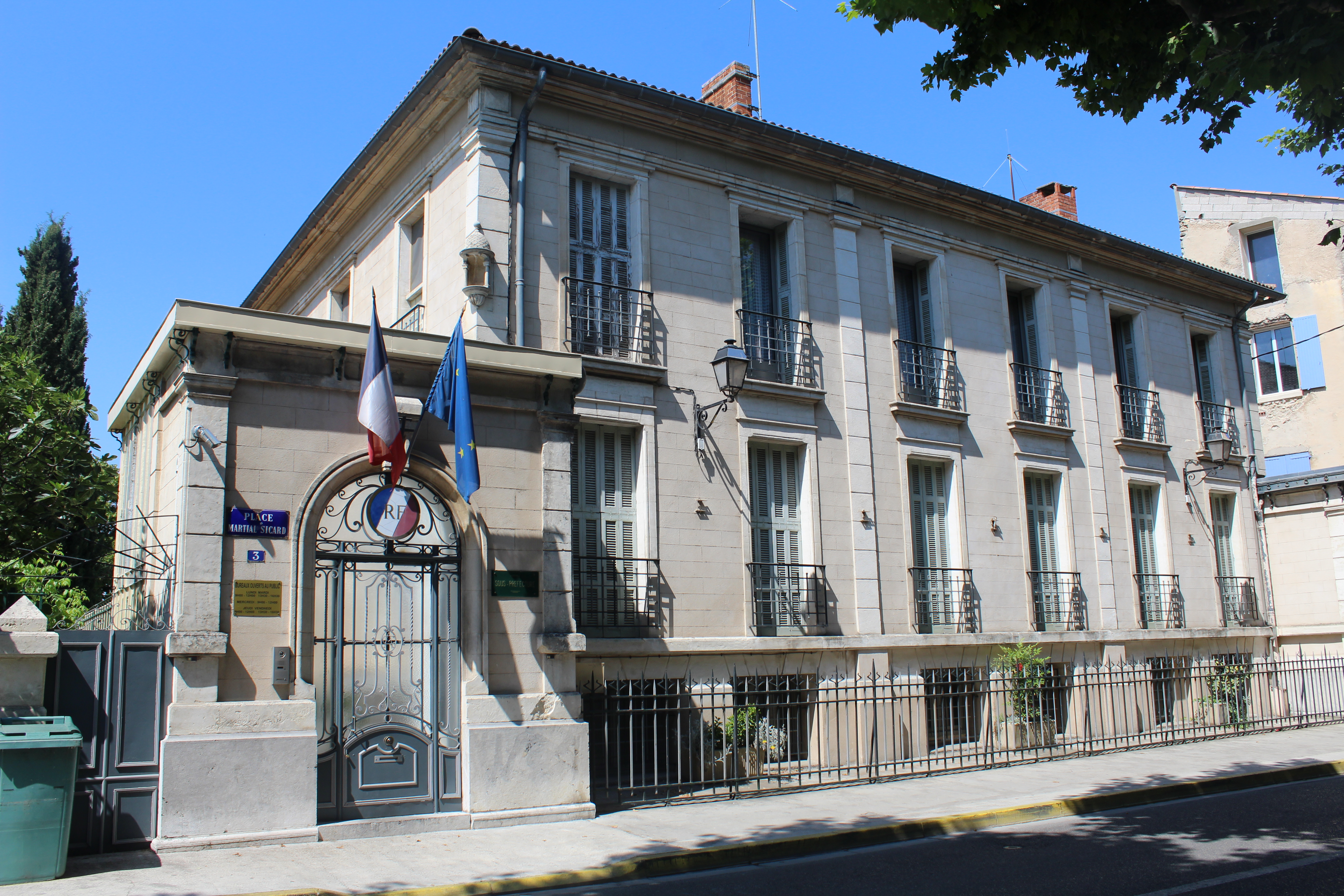
Sous-préfecture de Forcalquier.

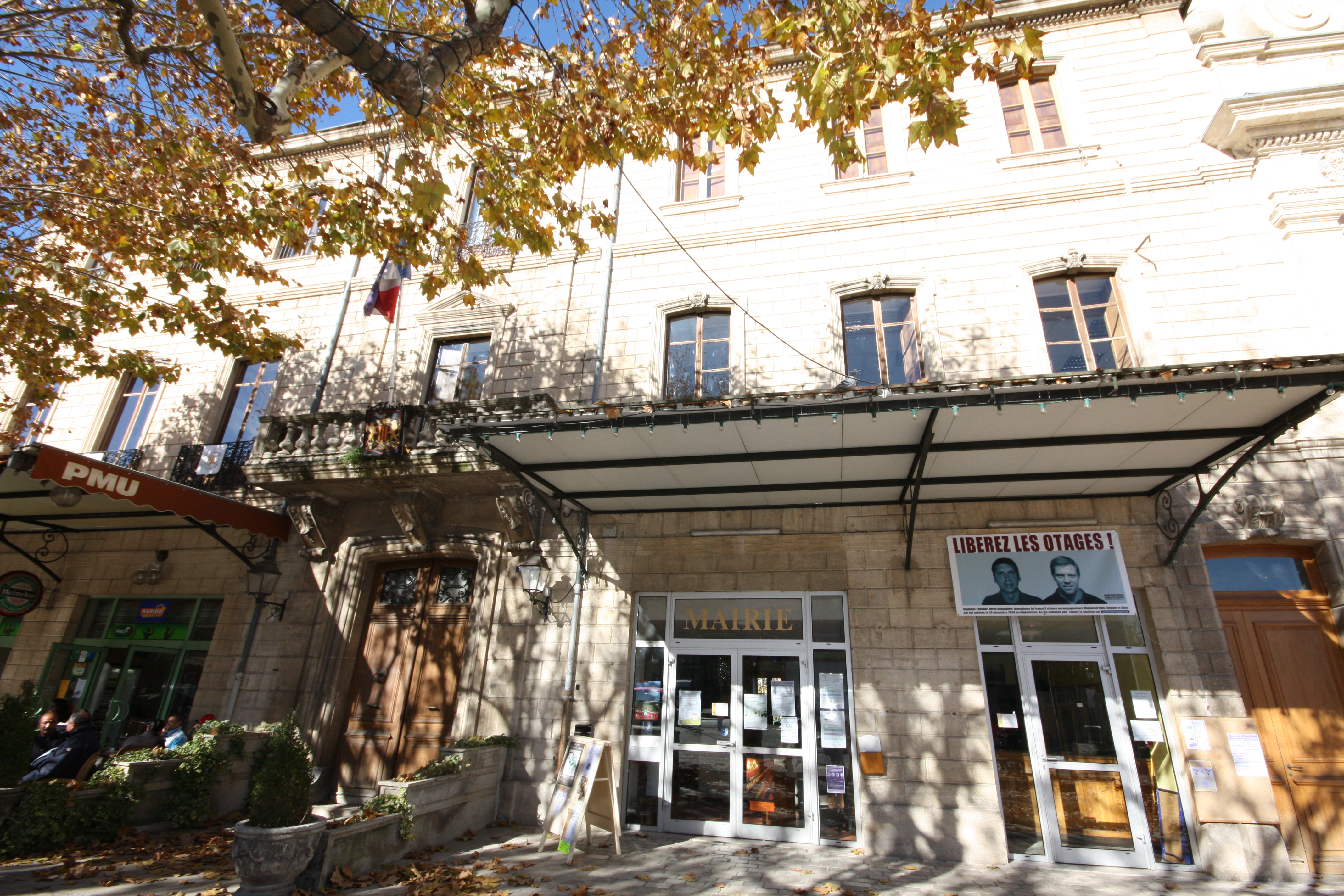
Mairie.

La commune est rattachée à la deuxième circonscription des Alpes-de-Haute-Provence représentée par le député et l'ancien maire de la commune, Christophe Castaner (PS puis LREM) de 2012 à 2022.
Vingt-et-un élus siègent au conseil municipal, dont huit sont adjoints au maire et six élus portent l'étiquette UMP.
La commune était le siège d'un tribunal d'instance jusqu'au 31 décembre 2009 puisque ce dernier a été déplacé à Manosque à la suite de la réforme de la carte judiciaire de Rachida Dati. Forcalquier est aussi rattachée au tribunal de grande instance et au conseil de prud'hommes de Digne-les-Bains, au tribunal de commerce de Manosque et à la cour d'appel d'Aix-en-Provence.
L'Insee lui attribue le code 04088.
La commune dispose d'un centre communal d'action sociale.
La commune est membre du parc naturel régional du Luberon, de la communauté de communes du pays de Forcalquier et montagne de Lure.
Forcalquier est une des rares villes en France et au monde à interdire totalement l’affichage publicitaire dans l’espace public. Cette décision, appuyée sur l’interdiction de la publicité dans les parcs naturels, est prise en laissant néanmoins un délai pour le démontage des panneaux publicitaires situés sur une propriété privée.

### Liste des maires
| Période         | Période         | Identité            | Étiquette       | Qualité |
| --------------- | --------------- | ------------------- | --------------- | --- |
| août 1944       | octobre 1947    | Paul Jaubert        | SFIO            | Entrepreneur Conseiller général de Forcalquier |
| octobre 1947    | mars 1965       | Léon Espariat       | SFIO            | Instituteur |
| mars 1965       | janvier 1983    | Claude Delorme      | SFIO puis PS    | Conseiller général de Forcalquier Président du conseil général des Alpes-de-Haute-Provence Député |
| janvier 1983    | mars 1983       | Pierre Michel       | PS              | 1er adjoint au maire (1953-1983) |
| mars 1983       | mars 1989       | Pierre Delmar       | RPR             | Conseiller général de Forcalquier 1er vice-président du conseil général des Alpes-de-Haute-Provence Député |
| mars 1989       | juin 1995       | Raymond Franjou     | PS              | |
| juin 1995       | mars 2001       | Pierre Delmar       | RPR             | Conseiller général de Forcalquier 1er vice-président du conseil général des Alpes-de-Haute-Provence Député |
| mars 2001       | 22 juillet 2017 | Christophe Castaner | PS puis EM/LREM | Président de la CC Pays de Forcalquier - Montagne de Lure Conseiller régional de Provence-Alpes-Côte d'Azur Vice-président du conseil régional de Provence-Alpes-Côte d'Azur Député Porte-parole du gouvernement Secrétaire d'État chargé des Relations avec le Parlement Ministre de l'Intérieur |
| 22 juillet 2017 | 4 juillet 2020  | Gérard Avril        | PS puis LREM    | 1er adjoint au maire(2008-2017) |
| 4 juillet 2020  | En cours        | David Gehant        | ex-LR           | Président de la CC Pays de Forcalquier - Montagne de Lure Conseiller régional de Provence-Alpes-Côte d'Azur |

### Jumelages
| Forcalquier Guastalla Alcalà de Xivert |

Forcalquier est jumelée avec :
- Guastalla (Italie) depuis 1982[124] ;
- Alcalà de Xivert (Espagne).

### Enseignement

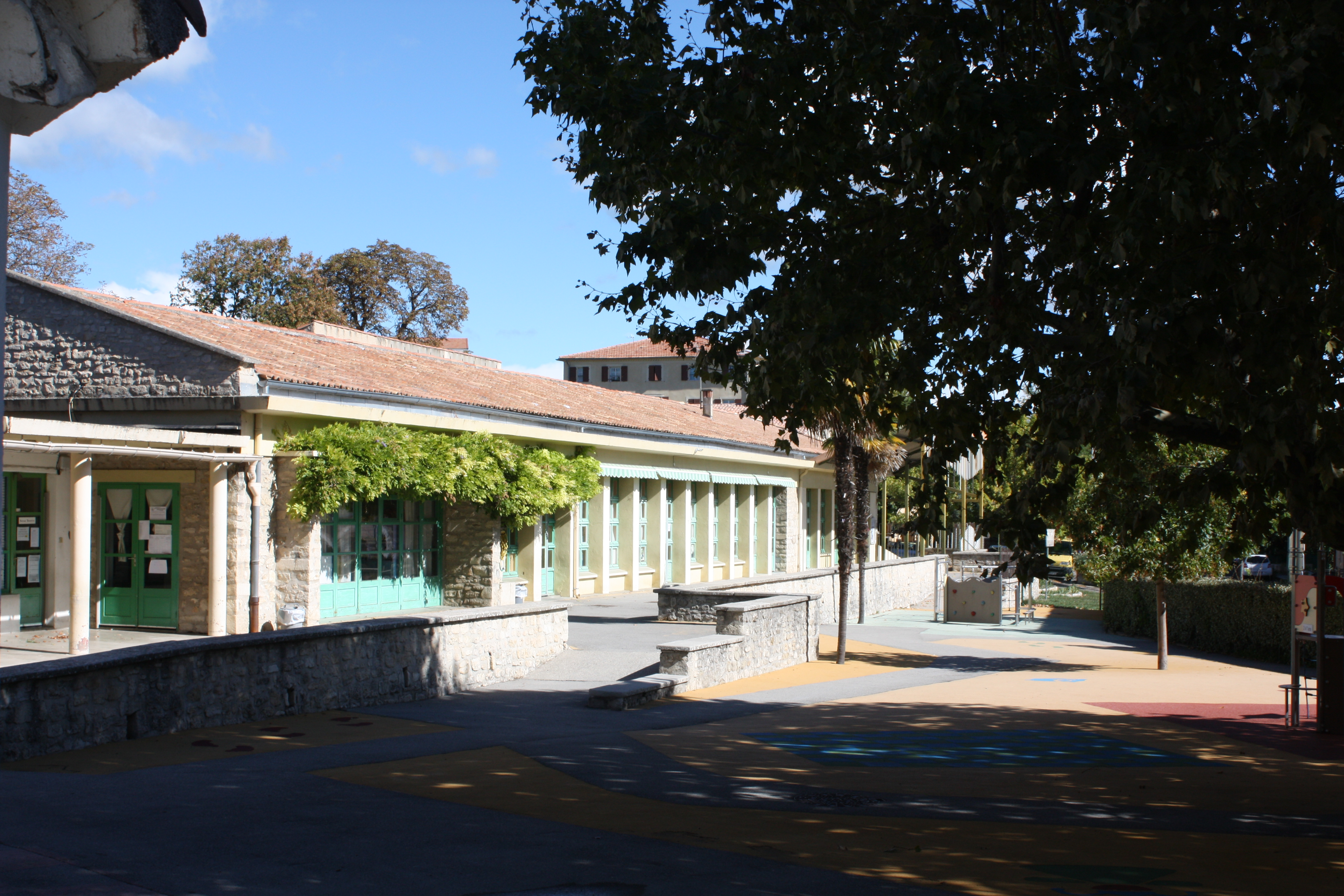
École maternelle Fontauris

La commune est rattachée à l'académie d'Aix-Marseille et dispose sur son territoire de :
- deux écoles maternelles : Fontauris (publique)[126], Jeanne-d'Arc (privée sous contrat et dont les professeurs sont salariés de l’Éducation nationale)[125] ;
- deux écoles élémentaires : Léon-Espariat (publique), Jeanne-d'Arc (privée) ;
- un collège : Henri-Laugier (public)[125] ;
- une antenne du CFPPA (centre de formation professionnelle pour adultes) du lycée agricole de Carmejane[127] ;
- un centre d’enseignement universitaire privé, l’Université européenne des senteurs et saveurs, qui dispense des formations professionnelles et des formations universitaires jusqu’au master[128].
- un centre de formation dépendant de l'École nationale des sciences géographiques, rattachée à l'Institut national de l'information géographique et forestière (IGN). Il accueille pendant tout l'été les étudiants de l'école suivant les formations de géomètre (1re et 2e années) et d'ingénieur (1re année uniquement) pour les stages de terrain en topographie, géodésie, télédétection et photogrammétrie[129]. Une station GNSS liée au RGP est installée provisoirement pendant cette période.

Depuis le 1er septembre 2017, une école privée et hors contrat est ouverte dans la ZAE les Chalus. Cette école a le statut d'association loi de 1901. Elle se nomme l'École Ouverte et reçoit des élèves de maternelle, primaire et secondaire jusqu'à la 3e.

### Santé

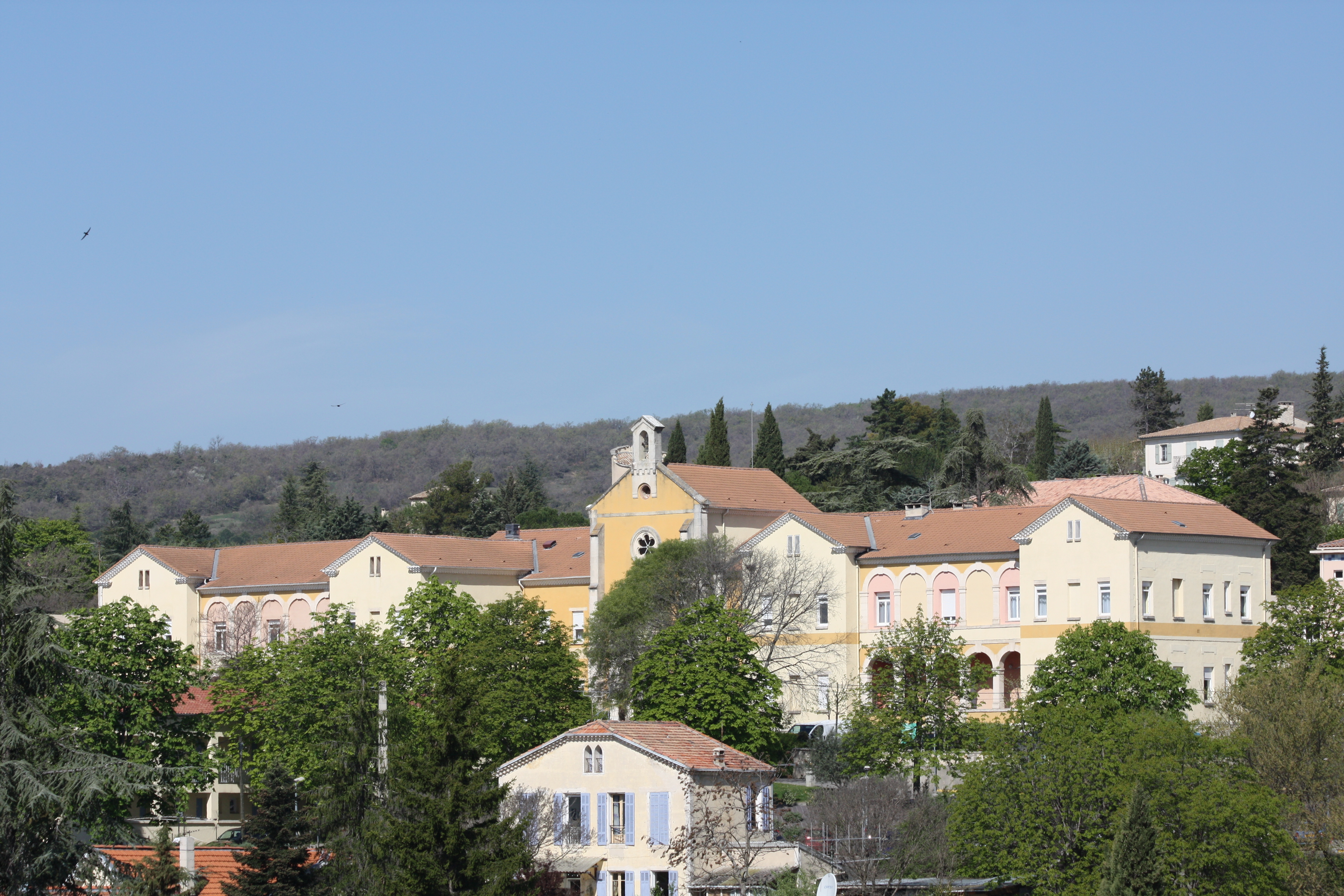
Hôpital Saint-Michel.

Forcalquier possède un hôpital local nommé Saint-Michel et aussi un laboratoire d'analyses médicales. Selon le magazine l'Express, l'hôpital Saint-Michel fait partie des hôpitaux les plus sûrs de France avec une note de 82,2 sur 100 (classe A) et se classe 63e sur le plan national et 2e au niveau départemental. La commune dispose aussi de trois maisons de retraite (Lou Ben Estre, Lou Seren et Saint-Michel).
On y trouve de nombreux professionnels de santé : médecins, dentistes et pharmaciens.
De nombreuses associations sont représentées et œuvrent socialement, dont le Rotary Club, Les Restos du Cœur, le Secours catholique ou encore le Secours populaire.
Le Centre hospitalier de Digne-les-Bains est à 55 km.

### Services publics
Une brigade de gendarmerie chef-lieu de communauté est implantée à Forcalquier.

### Sports
Forcalquier est équipée d'un stade — le stade Alain Prieur, de plusieurs salles de sports et gymnases — notamment d'un COSEC et la salle Léon-Espariat, d'un dojo, d'une piscine municipale et d'un boulodrome qui accueille des compétitions nationales.
La ville comporte de nombreux clubs sportifs. Il est ainsi possible de pratiquer des sports aussi variés que l'athlétisme, le badminton, le basket-ball, les boules, la boxe française, le cyclisme, la danse, l'équitation, le football, la gymnastique, le judo, le karaté, la natation, la randonnée pédestre, le rugby, le ski, le ski de fond, le tennis et le yoga.

### Logement
|                                                               | 1968  | 1975  | 1982  | 1990  | 1999  | 2006  |
| ------------------------------------------------------------- | ----- | ----- | ----- | ----- | ----- | ----- |
| Ensemble des logements                                        | 1 365 | 1 483 | 1 750 | 2 101 | 2 318 | 2 570 |
| Résidences principales                                        | 990   | 1 136 | 1 448 | 1 588 | 1 833 | 2 045 |
| Résidences secondaires (Y compris les logements occasionnels) | 270   | 243   | 200   | 291   | 288   | 338   |
| Logements vacants                                             | 105   | 104   | 102   | 222   | 197   | 187   |
| Nombre moyen d'occupants des résidences principales           | 3,0   | 2,9   | 2,6   | 2,5   | 2,3   | 2,2   |

La répartition des statuts d'occupation des 2 045 résidences principales (correspondant à 4 300 personnes) était la suivante en 2006 : 2 277 propriétaires (1 055 logements soit 51,6 % du nombre total), 1 751 locataires (868 logements et 42,5 % du total) et 272 personnes logées gratuitement (122 logements soit 6,0 % du total). Parmi les locataires, on distinguait deux catégories : 713 logements (soit 1 334 personnes) loués vides non HLM, 155 logements (417 personnes) loués vides de type HLM. Par ailleurs, la commune comptait en 2006 252 logements de plus qu'en 1999, ce qui représente une augmentation de 9,8 %.

## Démographie

### Évolution démographique
L'évolution du nombre d'habitants est connue à travers les recensements de la population effectués dans la commune depuis 1793. Pour les communes de moins de 10 000 habitants, une enquête de recensement portant sur toute la population est réalisée tous les cinq ans, les populations de référence des années intermédiaires étant quant à elles estimées par interpolation ou extrapolation. Pour la commune, le premier recensement exhaustif entrant dans le cadre du nouveau dispositif a été réalisé en 2004.
En 2022, la commune comptait 5 142 habitants, en évolution de +3,54 % par rapport à 2016 (Alpes-de-Haute-Provence : +2,84 %, France hors Mayotte : +2,11 %).
| 1299  | 1311  | 1315  | 1340  | 1350  | 1433 | 1471  | 1698  | 1716  | 1760  |
| ----- | ----- | ----- | ----- | ----- | ---- | ----- | ----- | ----- | ----- |
| 3 542 | 3 675 | 3 795 | 3 795 | 1 897 | 810  | 1 114 | 2 197 | 2 684 | 2 546 |

| 1793  | 1800  | 1806  | 1821  | 1831  | 1836  | 1841  | 1846  | 1851  |
| ----- | ----- | ----- | ----- | ----- | ----- | ----- | ----- | ----- |
| 2 547 | 2 539 | 2 768 | 2 992 | 3 036 | 3 022 | 3 065 | 3 087 | 3 053 |

| 1856  | 1861  | 1866  | 1872  | 1876  | 1881  | 1886  | 1891  | 1896  |
| ----- | ----- | ----- | ----- | ----- | ----- | ----- | ----- | ----- |
| 2 965 | 2 956 | 2 841 | 2 719 | 2 717 | 2 843 | 3 002 | 3 038 | 3 018 |

| 1901  | 1906  | 1911  | 1921  | 1926  | 1931  | 1936  | 1946  | 1954  |
| ----- | ----- | ----- | ----- | ----- | ----- | ----- | ----- | ----- |
| 3 023 | 3 034 | 3 004 | 2 552 | 2 528 | 2 588 | 2 535 | 2 262 | 2 609 |

| 1962  | 1968  | 1975  | 1982  | 1990  | 1999  | 2006  | 2009  | 2014  |
| ----- | ----- | ----- | ----- | ----- | ----- | ----- | ----- | ----- |
| 2 518 | 2 979 | 3 312 | 3 782 | 3 993 | 4 302 | 4 654 | 4 640 | 4 910 |

| 2019  | 2022  | - | - | - | - | - | - | - |
| ----- | ----- | - | - | - | - | - | - | - |
| 5 121 | 5 142 | - | - | - | - | - | - | - |

En 1999, 4,1 % de la population forcalquiérenne était étrangère, 14,8 % des foyers étaient composés de familles monoparentales.
De 1999 à 2006, la population forcalquiérenne a augmenté de 352 habitants, soit une progression de 7,56 %. Le taux d'évolution global de la population forcalquiérenne entre 1990 et 1999 était de 0,83 %. Cette évolution est due au solde migratoire qui atteint 1,55 % tandis que le solde naturel est de -0,72 %. Cette dernière valeur s'explique par le fait que le taux de natalité sur cette même période a atteint 10,90 ‰ tandis que le taux de mortalité était plus élevé : 18,10 ‰.

### Pyramide des âges
En 2021, le taux de personnes d'un âge inférieur à 30 ans s'élève à 27,3 %, soit en dessous de la moyenne départementale (28,7 %). À l'inverse, le taux de personnes d'âge supérieur à 60 ans est de 36,6 % la même année, alors qu'il est de 34,2 % au niveau départemental.
En 2021, la commune comptait 2 391 hommes pour 2 727 femmes, soit un taux de 53,28 % de femmes, légèrement supérieur au taux départemental (51,53 %).
Les pyramides des âges de la commune et du département s'établissent comme suit :
| Hommes | Classe d’âge | Femmes |
| ------ | ------------ | ------ |
| 1,2    | 90 ou +      | 3,5    |
| 10,9   | 75-89 ans    | 14,1   |
| 21,0   | 60-74 ans    | 22,1   |
| 19,2   | 45-59 ans    | 19,4   |
| 16,7   | 30-44 ans    | 16,9   |
| 13,3   | 15-29 ans    | 9,7    |
| 17,8   | 0-14 ans     | 14,2   |

| Hommes | Classe d’âge | Femmes |
| ------ | ------------ | ------ |
| 1      | 90 ou +      | 2,5    |
| 9,9    | 75-89 ans    | 12,2   |
| 21,3   | 60-74 ans    | 21,4   |
| 20,9   | 45-59 ans    | 21     |
| 16,1   | 30-44 ans    | 16,1   |
| 14,3   | 15-29 ans    | 12,2   |
| 16,5   | 0-14 ans     | 14,6   |

## Économie

### Revenus de la population et fiscalité
Les comptes 2010 à 2020 de la commune s’établissent comme suit, :
| Postes                                            | 2010    | 2011    | 2012    | 2013    | 2014    | 2015    | 2016    | 2017    | 2018    | 2019    | 2020    |
| ------------------------------------------------- | ------- | ------- | ------- | ------- | ------- | ------- | ------- | ------- | ------- | ------- | ------- |
| Produits de fonctionnement                        | 6 572 € | 6 413 € | 6 748 € | 6 796 € | 6 586 € | 6 690 € | 7 277 € | 6 870 € | 8 950 € | 7 770 € | 7 230 € |
| Charges de fonctionnement                         | 5 554 € | 5 731 € | 5 892 € | 5 830 € | 6 031 € | 6 135 € | 6 611 € | 6 218 € | 6 481 € | 6 428 € | 6 384 € |
| Ressources d’investissement                       | 2 965 € | 2 515 € | 2 892 € | 3 971 € | 5 272 € | 2 711 € | 1 925 € | 1 473 € | 4 931 € | 3 489 € | 2 653 € |
| Emplois d’investissement                          | 3 649 € | 2 361 € | 2 347 € | 5 094 € | 3 191 € | 2 552 € | 1 726 € | 2 138 € | 4 670 € | 2 939 € | 3 809 € |
| Dette                                             | 5 076 € | 4 781 € | 5 538 € | 6 925 € | 8 671 € | 5 057 € | 7 442 € | 6 804 € | 6 159 € | 5 963 € | 5 298 € |
| Source : Ministère de l’Économie et des Finances. |         |         |         |         |         |         |         |         |         |         |         |

| Postes                                                                                   | en milliers d’euros | en euros par habitant | Moyenne de la strate |
| ---------------------------------------------------------------------------------------- | ------------------- | --------------------- | -------------------- |
| Taxe d’habitation (y compris THLV) : taux voté : 15,93 %                                 | 1330                | 261 €                 | 215 €                |
| Taxe foncière sur les propriétés bâties : taux voté : 31,58 %                            | 2097                | 411 €                 | 277 €                |
| Taxe foncière sur les propriétés non bâties : taux voté : 85,79 %                        | 74                  | 14 €                  | 9 €                  |
| Taxe additionnelle à la taxe foncière sur les propriétés non bâties : taux voté : 0,00 % | 0                   | 0 €                   | 0 €                  |
| Cotisation foncière des entreprises : taux voté : 0,00 %                                 | 0                   | 0 €                   | 0 €                  |
| Source : Ministère de l’Économie et des Finances.                                        |                     |                       |                      |

En 2020, les produits des impôts locaux encaissés par la commune de Forcalquier, se montaient à 3 185 000 € pour 5 103 habitants de Forcalquier, soit 686,07 € par habitant en moyenne.
À ces taux, il convient d'ajouter ceux appliqués par d'autres collectivités et par l'État pour déterminer les sommes payées par les contribuables.
Le montant total des dettes dues par la commune est, en 2020, de 5 298 000 € pour 5 103 habitants, soit 1 038,00 € par habitant, pour une moyenne de la state de 828,00 €.
Chiffres clés Revenus et pauvreté des ménages en 2018 : Médiane en 2018 du revenu disponible, par unité de consommation : 19 520 €.

### Emploi
En 2009, 2 754 Forcalquiérens avaient entre 15 et 64 ans, les actifs ayant un emploi représentaient 65,9 % de la population forcalquiérenne, les retraités représentaient 11,6 % des Forcalquiérens, 14,5 % de la population était considéré comme autres inactifs et 270 Forcalquiérens étaient chômeurs, ce qui donne un taux de chômage de 14,9 % pour la commune contre 11,5 % pour le département la même année. Et enfin la population estudiantine représentait 8,0 % des Forcalquiérens,.
|                             | Agriculture | Industrie | Construction | Commerce | Services |
| --------------------------- | ----------- | --------- | ------------ | -------- | -------- |
| Forcalquier                 | 3,1 %       | 8,3 %     | 5,9 %        | 41,4 %   | 41,2 %   |
| Moyenne nationale           | 2,9 %       | 13,8 %    | 6,9 %        | 45,4 %   | 30,9 %   |
| Sources des données : INSEE |             |           |              |          |          |

|                             | Agriculteurs | Artisans, commerçants, chefs d'entreprise | Cadres, professions intellectuelles | Professions intermédiaires | Employés | Ouvriers |
| --------------------------- | ------------ | ----------------------------------------- | ----------------------------------- | -------------------------- | -------- | -------- |
| Forcalquier                 | 2,7 %        | 11,2 %                                    | 9,8 %                               | 22,1 %                     | 35,8 %   | 18,5 %   |
| Moyenne nationale           | 1,9 %        | 6,1 %                                     | 16,2 %                              | 25,0 %                     | 28,5 %   | 22,2 %   |
| Sources des données : INSEE |              |                                           |                                     |                            |          |          |

### Entreprises et commerces
Au 31 décembre 2010, Forcalquier comptait 597 établissements : 52 établissements agricoles, 34 spécialisés dans une activité industrielle, 52 dans la construction, 359 dans le commerce et 100 relatifs au secteur administratif.
Forcalquier se distingue également dans le "tourisme industriel et technique" avec la visite de sa distillerie.
En 2011, 67 entreprises ont été créées sur le territoire communal.
Les principaux employeurs de la ville sont les laboratoires BEA avec 97 salariés, le supermarché Intermarché avec 40 salariés, SITA Sud avec 37 salariés, les Distilleries et Domaines de Provence avec 31 employés, l'agence locale de la Colas (BTP) avec 30 salariés, le transporteur Autocars Brémond, avec 25 salariés, le magasin de matériaux la SIMC (ex-MBA) avec 22 employés et le supermarché Casino avec 20 employés.
Le marché du lundi matin remplit les places du Bourguet, Martial-Sicard, Saint-Michel, et les rues qui les relient : alimentation, vêtements et textiles, objets, revendeurs et producteurs, il est un des plus gros marchés des Alpes-de-Haute-Provence. Le marché du jeudi après-midi, sur la place du Bourguet, est réservé aux producteurs de la région.
Depuis 2010, un pôle d'activités professionnelles, commerces et services s'est constitué place de Verdun et montée de l'Observatoire : maison des métiers du livre, village vert (magasin de producteurs, Biocoop, syndicat des agriculteurs bio, CPIE), pôle santé petite enfance, et, en préparation (2018), médiathèque. Ce pôle est un partenariat entre les collectivités (commune, communauté de communes, département) et les entreprises et professionnels.

## Culture et patrimoine

### Lieux et monuments
D’après Pierre Magnan, « Forcalquier était le plus beau pays du monde et Dieu merci personne d’autre que nous ne s’en avisait ».

#### Sites

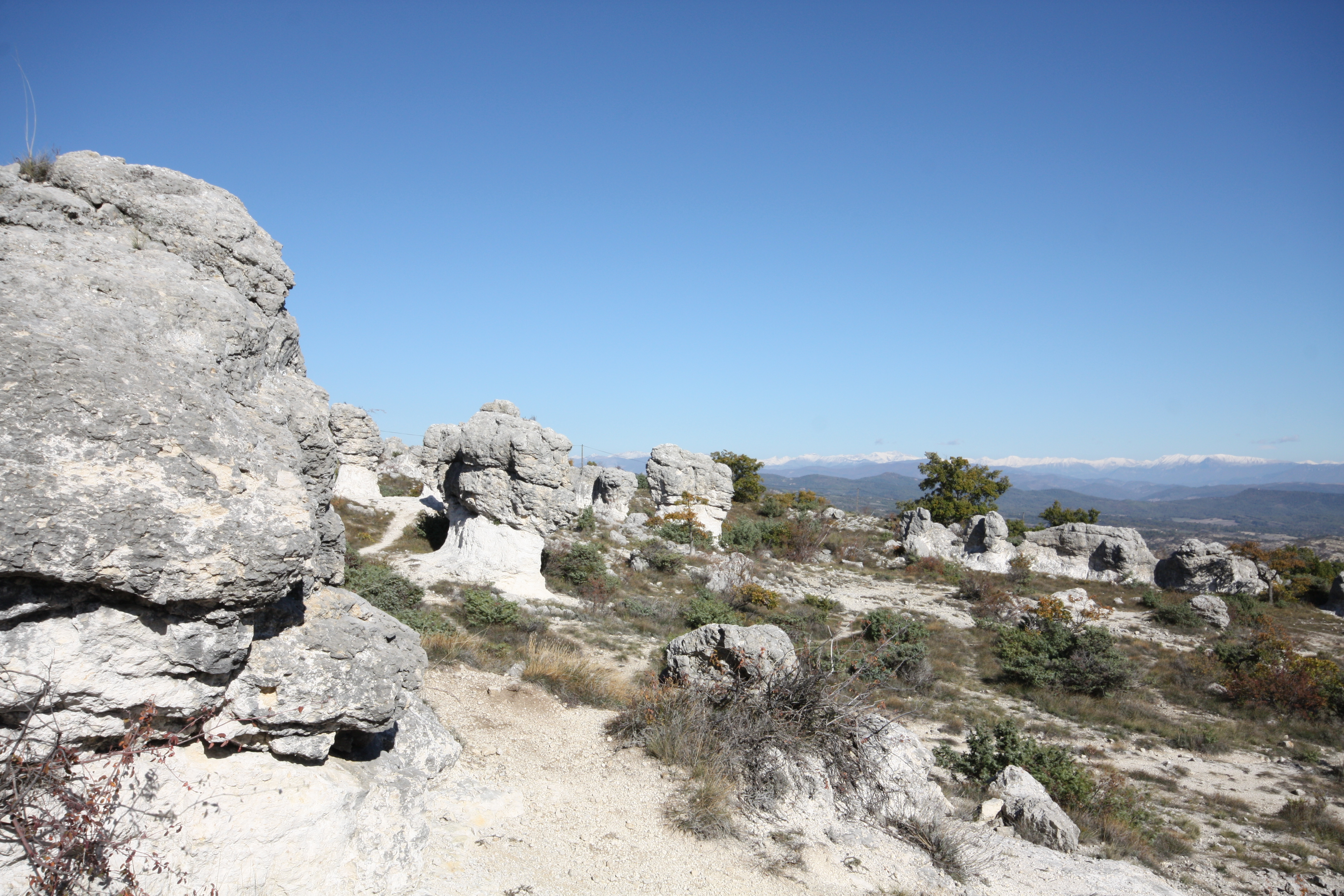
Les Mourres

Les Mourres, situés au nord de la ville de Forcalquier, sont un paysage de rochers calcaires à la base marneuse amincie par l’érosion : les Mourres proprement dits, que suivent en amont les Petits Mourres et, en aval, les Mourreisses. L'ensemble de ces rochers s'étendent sur une centaine de mètres. Les plus hauts rochers atteignent une hauteur supérieure à vingt mètres. Vingt-cinq millions d'années auparavant, c'est-à-dire à la fin de l'Oligocène, le site était un milieu marécageux. Depuis l'eau a totalement disparu et le paysage est constitué de buissons épineux et de chênes pubescents. De plus, certaines plantes poussent sur les rochers. Sur le site, on peut y découvrir des fossiles : limnées (mollusques d'eau douce) et planorbes (escargots d'eau douce).
La citadelle, dont la gestion (circulation des visiteurs, protection des vestiges, parc de promenade, liaison entre la ville et la citadelle) a été confiée au Parc naturel régional du Luberon, offre un panorama sur tout le pays environnant. À cet emplacement s’élevait autrefois le château des comtes de Forcalquier. Son plateau est un site inscrit. On y trouve aujourd’hui la chapelle Notre-Dame de Provence : de style romano-byzantin, elle est érigée de 1869 à 1875 à l’initiative du chanoine Terrasson et ornée de statues d’anges musiciens et des saints de Provence. En bordure de la terrasse sommitale, un carillon des années 1920 et composé de 18 cloches, permet le jeu traditionnel à coups de poing. Sonnerie : tous les dimanches à 11 h 30 ainsi qu’à l’occasion des principales fêtes, notamment le "Nadalet" pour Noël.
Un programme d'aménagement du site de la citadelle a été étudié. Simultanément, l’abattage de 37 cèdres, arbres de haute tige, est prévu.
Le cimetière de Forcalquier est un site classé, parmi les plus beaux d’Europe : ce nouveau cimetière, créé en 1835, est devenu célèbre en raison de sa terrasse inférieure, ornée d'ifs taillés depuis le début du XXe siècle. Ceux-ci sont taillés à 4 m de hauteur, créant ainsi des murs de verdure taillés en arcades, offrant de belles perspectives.
L’importance des vestiges archéologiques nombreux, présents et présumés, sur la commune de Forcalquier, a amené les services de l’État à délimiter des périmètres de protection archéologiques dans cinq zones au sein desquelles l'ensemble des dossiers de demandes de permis de construire, de démolir et d'autorisations d'installations et travaux divers devront être transmis au préfet de région.

##### Préhistoire
Les dolmens du Clau-deï-Meli (ou Clos du Meli) sont les monuments les plus anciens de la commune.

#### Architecture militaire

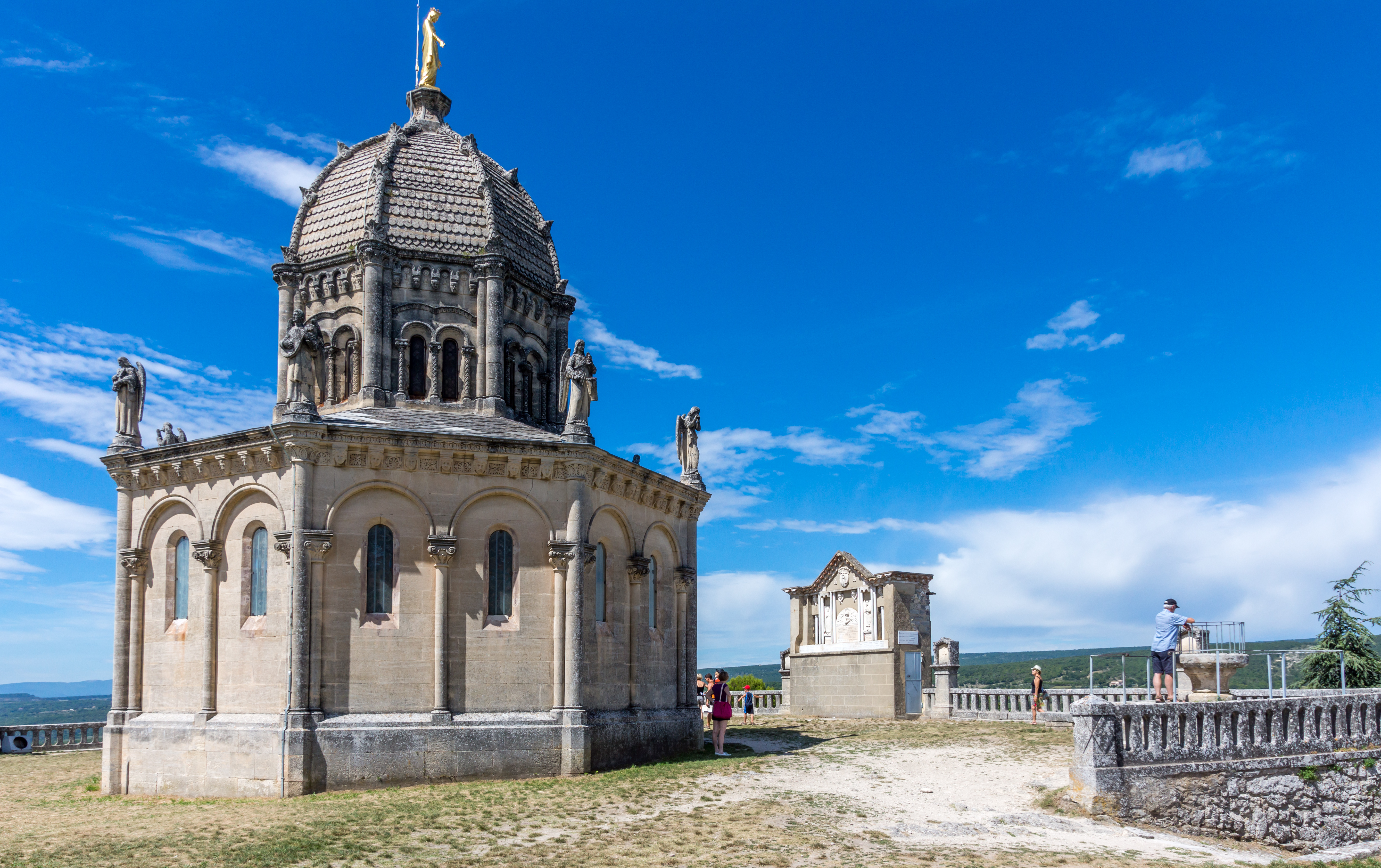
Chapelle Notre-Dame-de-Provence et son carillon, à la citadelle

La porte des Cordeliers, du XIVe siècle, est le dernier vestige des six portes que comptait la ville. La porte de la citadelle, datant du siècle précédent, subsiste également. C’est le seul reste de la forteresse médiévale, dite citadelle, avec une tour qui comporte encore deux salles voûtées.
Il subsiste en outre quelques vestiges du château des évêques, au sommet de la ville, intégrés à des constructions plus récentes : bases de tours, pans de murs, partie du corps de logis.

#### Architecture religieuse

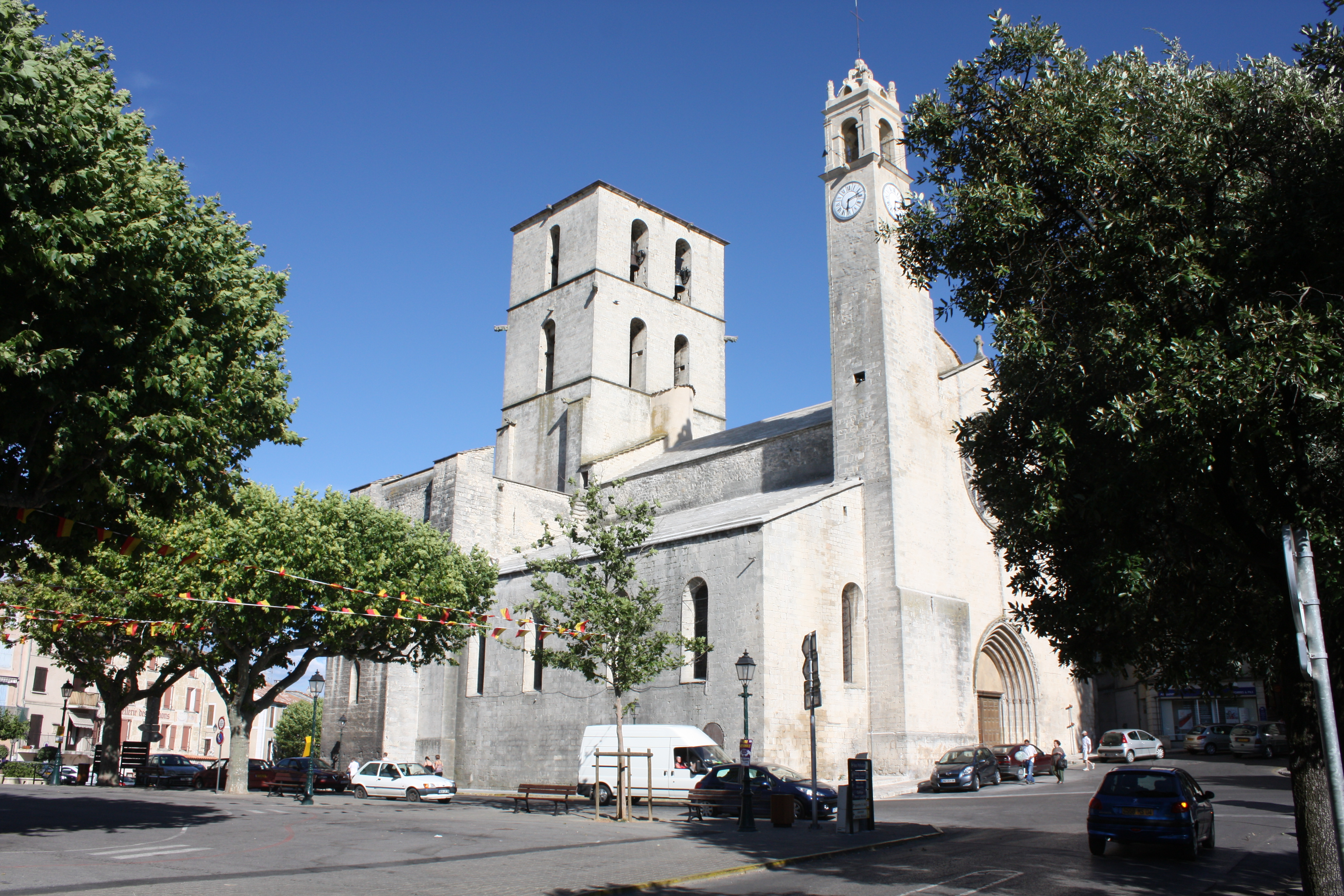
Concathédrale Notre-Dame-du-Bourguet

La concathédrale Notre-Dame-du-Bourguet (XIIIe et XVIIe siècles), dite aussi Notre-Dame du Marché, dont la nef centrale, le chœur, le transept et le clocher datent des premières années du XIIIe et constituent le premier essai d’adaptation de l’art gothique en pays d’oc. Le campanile est du XVIe siècle, les nefs latérales et le deuxième étage du clocher sont du XVIIe siècle. La cloche est de 1609. Le grand orgue, dont les premiers jeux remontent à 1627 est classé monument historique,,.
Le couvent des Récollets est installé en 1627 dans l’église Saint-Pierre, une des quatre paroisses de la ville ; on distingue encore l’oculus roman. Transformé en prison, on y enferma en 1851 le sous-préfet et les gendarmes ralliés au coup d’État de Napoléon III.

Le couvent des Cordeliers (XIIIe siècle), probablement fondé vers 1236, est l’une des premières fondations franciscaines en Provence. Il s’établit dans une demeure donnée par Raymond Bérenger V de Provence, comte de Forcalquier.

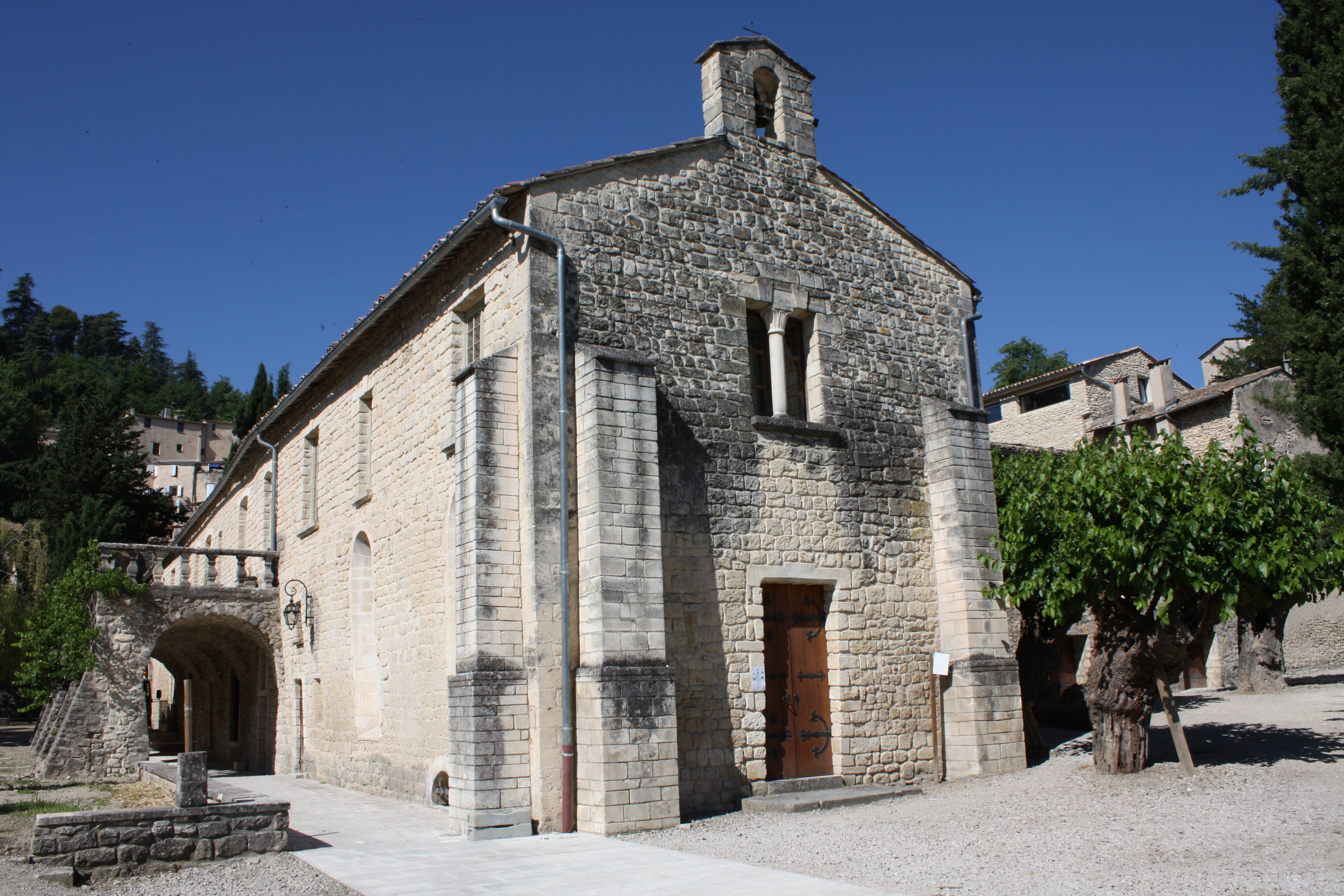
Couvent des Cordeliers

 Endommagé pendant les guerres de religion, mal entretenu par la suite, il périclite, et ne compte que deux religieux à la Révolution. Il est vendu comme bien national, transformé en exploitation agricole avant d’être restauré dans les années 1960. La façade de l’église est « enfouie » sous le bâtiment de l’ancienne Poste. Il subsiste encore, autour du cloître gothique (début du XIVe siècle) reconstitué, l’ensemble des salles conventuelles et une chapelle secondaire du XVe siècle, un ossuaire et une crypte. L’oratoire abrite une Vierge à l’Enfant en bois sculpté du XVe siècle. Le couvent est actuellement siège de l’Université européenne des senteurs et des saveurs. Il est inscrit à l’inventaire supplémentaire des monuments historiques.
Le couvent des Visitandines et son cloître, qui servirent de collège : le couvent et le cloître datent de 1634, la chapelle (ou église) Saint-Ange date elle de 1687. Elle possède une façade classicisante, à deux ordres et fronton triangulaire, due à l’architecte marseillais Jean Vallier. S’étant désisté, il est remplacé par Jean Vallon pour le reste de la construction, voûtée d’ogives et ornée de liernes et tiercerons, dans le style gothique. Les bâtiments conventuels sont rebâtis en 1883 pour abriter la mairie. L’église, inscrite à l’inventaire supplémentaire des monuments historiques, est actuellement un cinéma.

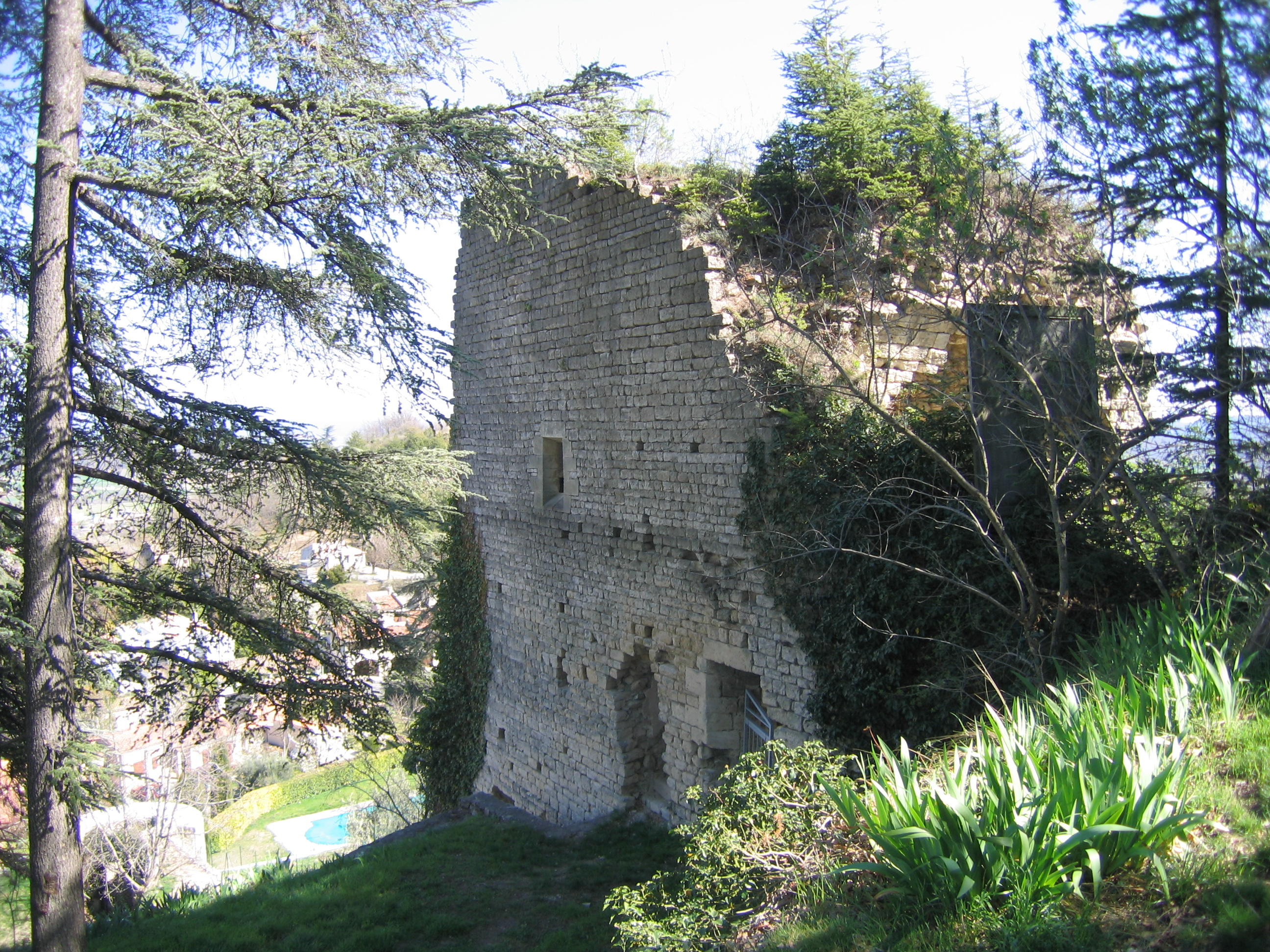
Tour de l’évêque

La façade de l’ancien temple (fin du XVIe siècle) subsiste : la porte est placée sous un arc surbaissé, avec une poste centrale. Le fronton qui la surmonte porte une inscription tirée du livre d’Isaïe : « Co(n)fesse le Seig(neur) et invoque so(n) no(m) ». Le bel hôtel particulier situé à droite du temple (XVIIe siècle) a été celui d’une grande famille protestante, les Gassaud.
L’église du prieuré Saint-Promasse date du XIIe siècle. Le bâtiment conventuel date du XIIIe siècle : situé au nord-est, il fut transformé en bâtiment agricole début XXe siècle).
L’église Notre-Dame-de-l’Assomption, ancienne concathédrale du XIIe siècle (monument historique). Il reste de l’ancienne concathédrale Saint-Mari des vestiges du XIIe siècle, accolés au château épiscopal (tour de l’évêque datant du XIIIe siècle).
L'emplacement de la synagogue n'est que supposé ; on sait qu'au Moyen Âge Forcalquier abritait une importante communauté juive.

##### Chapelles

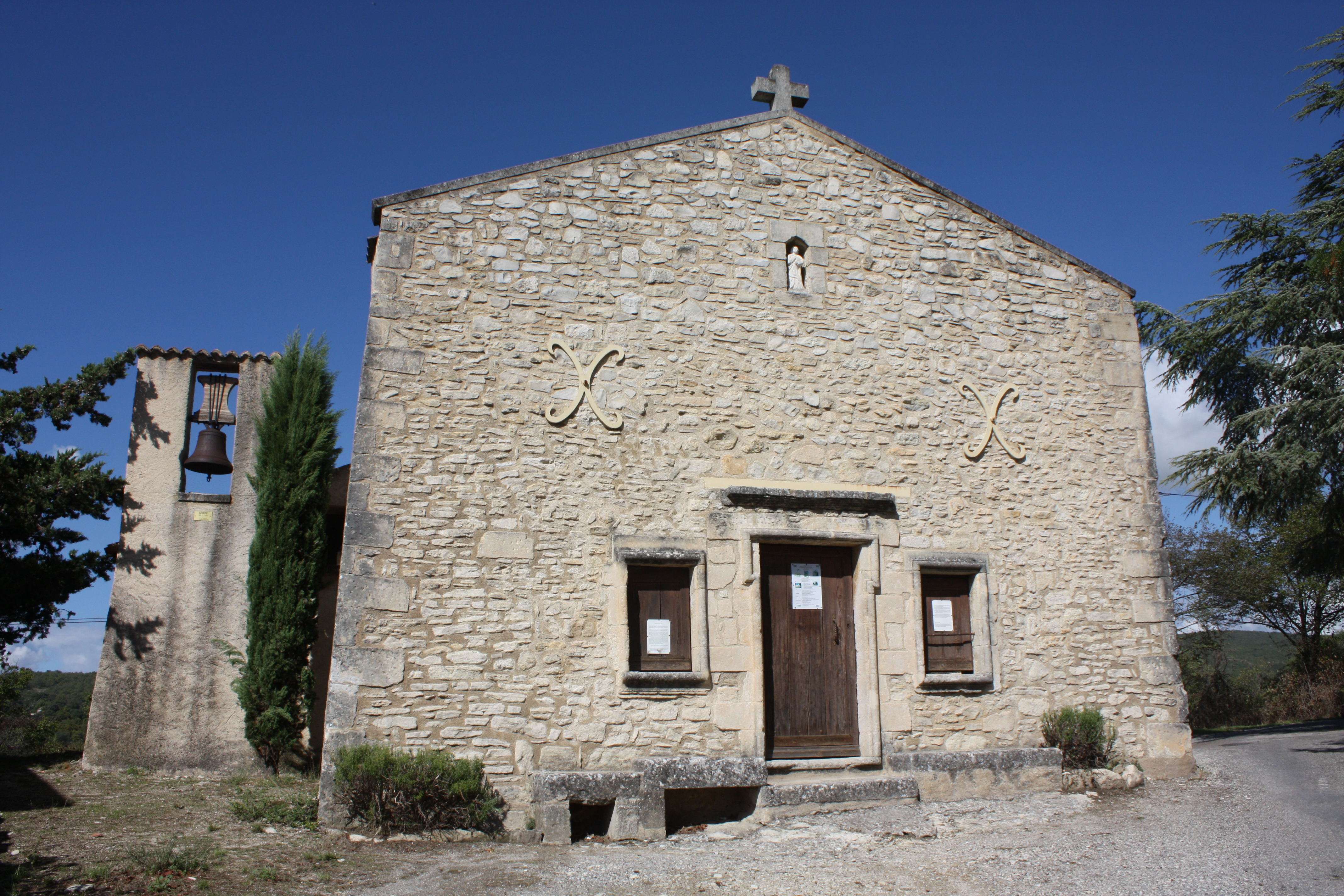
Chapelle Saint-Marc.

L'église Saint-Jean, sur le versant sud de la colline : elle constitue d’abord une des quatre paroisses de Forcalquier au XIIIe siècle, puis est réunie à Notre-Dame-du-Bourguet avec les autres paroisses, en 1415. Elle appartient aux pénitents bleus aux XVIIe et XVIIIe siècles. Elle ne peut être datée avec certitude. Elle est classée monument historique.
Notre-Dame-de-Fougères possède une abside voûtée sur croisée d’ogives, datable du XVIe siècle. Sa cloche de 1746 est remontée en 2013. Elle est également surnommée Notre-Dame de Vie.
La chapelle Saint-Paul, construite sur plan carré, est le vestige d’un prieuré.
La chapelle de la Charité, du XVIIe siècle, fut celle d’un couvent d’Augustines, qui laissèrent place en 1720 à l’hôpital de la Charité Saint-Louis.
La chapelle Saint-Marc, du XVIe siècle, est remaniée au XVIIe et restaurée en 1994 par les Amis des chapelles rurales et oratoires de Forcalquier. Tous les 25 avril, les femmes de la région se rendaient en pèlerinage à la chapelle, un sachet contenant des œufs de ver à soie afin d’obtenir du saint la protection contre les maladies.

Chapelles de Forcalquier
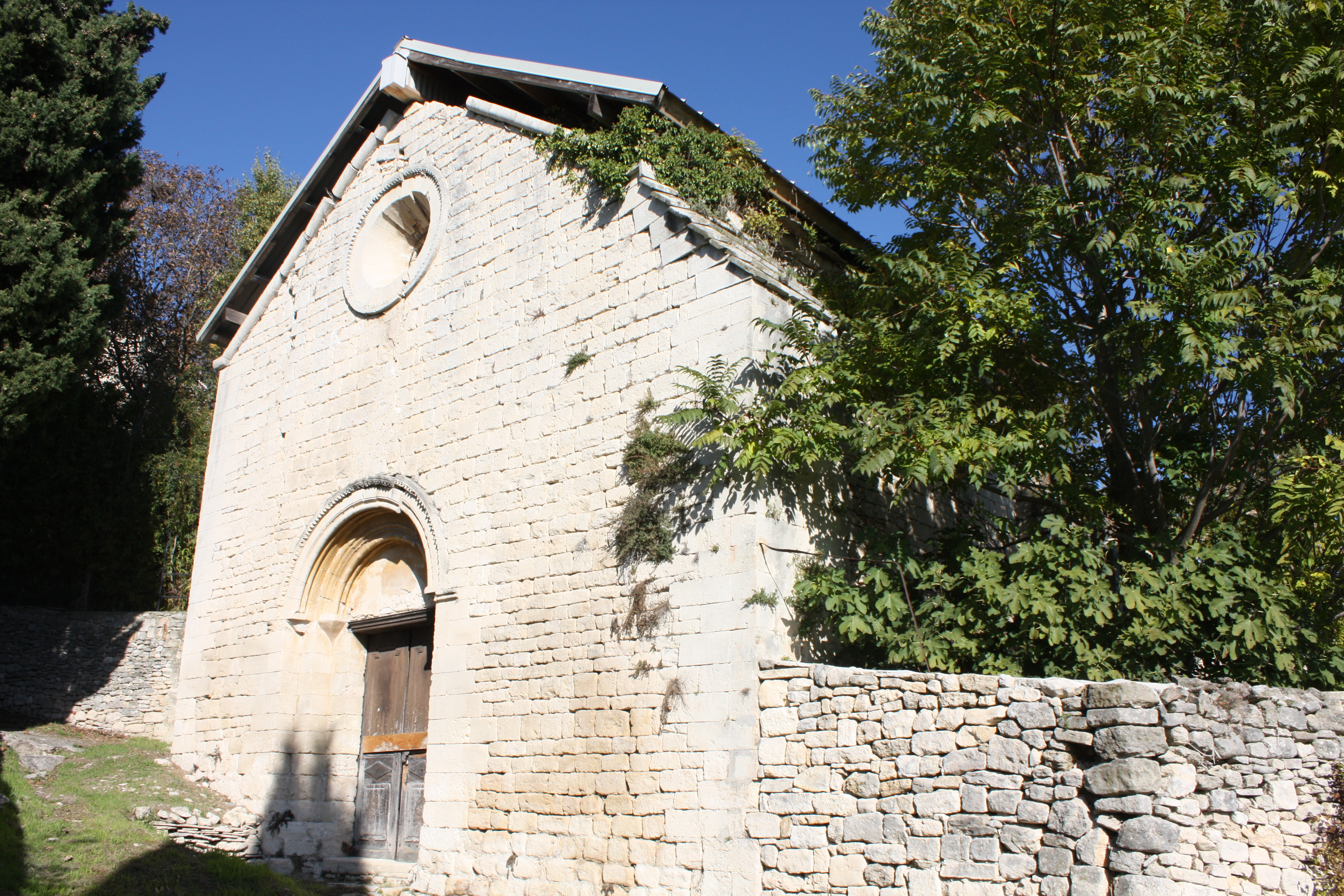
Église Saint-Jean.
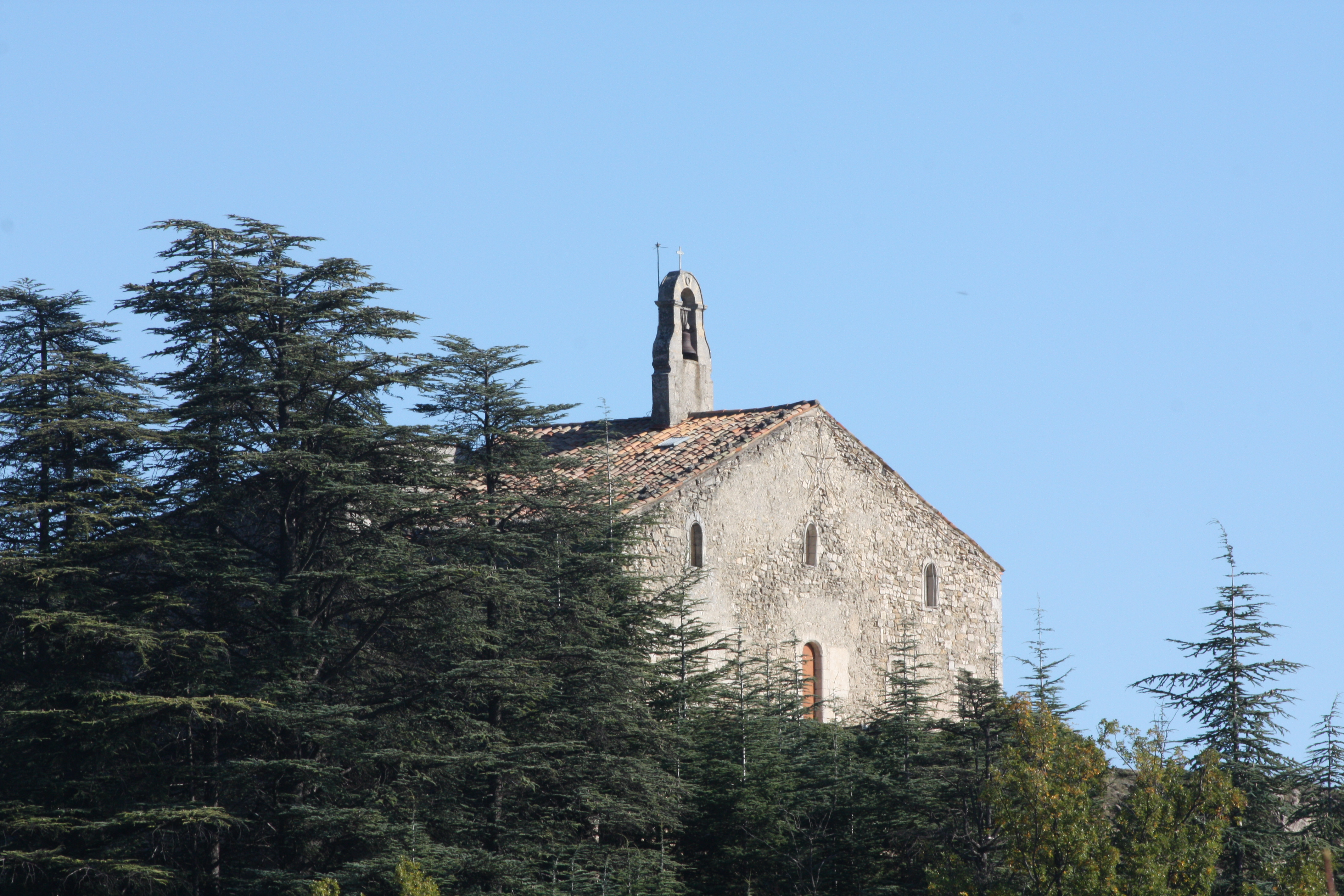
Chapelle Saint-Pancrace.
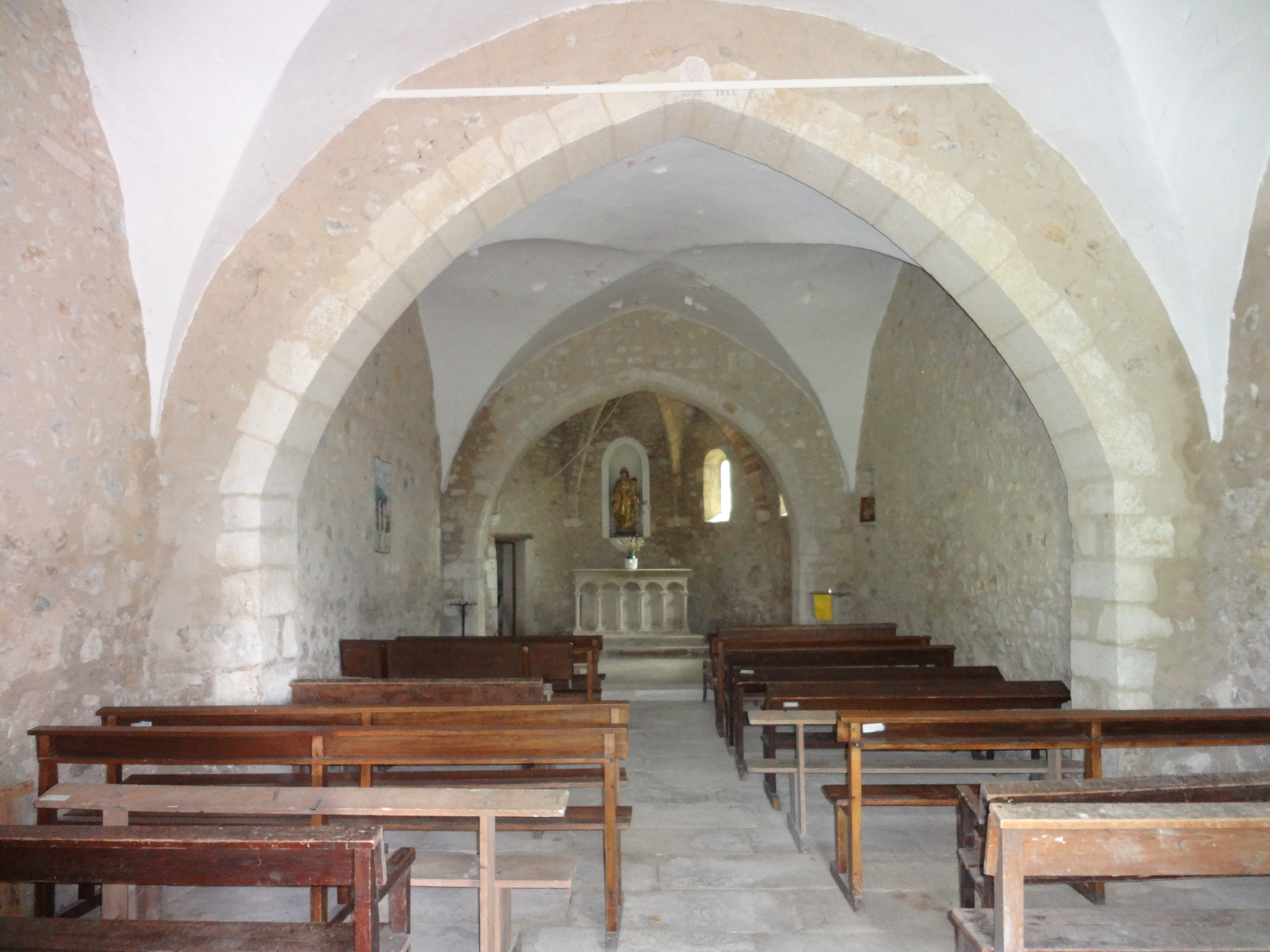
Intérieur de la chapelle Notre-Dame de Fougères.

#### Urbanisme

##### Fontaine Saint-Michel
Située dans la vieille ville, la place Saint-Michel est célèbre par sa fontaine Saint-Michel, classée monument historique. Cette fontaine de style gothique a été érigée en 1512. Le bassin rond actuel a remplacé, en 1912, le bassin octogonal d’origine. La partie au-dessus des dégueuloirs a été refaite à l’identique en 1976. La base est célèbre pour les curieuses scènes sculptées qui représenteraient les vices que saint Michel cherche à écraser. Sa construction donna lieu à une véritable opération d’urbanisme : construction d’un aqueduc de 3 km (premières études en 1492, achevé en 1511), d’un château d’eau et de bassins de décantation pour les fontaines, mais aussi percement d’une rue et de deux places (la seconde fontaine, dite Saint-Pierre, est remplacée par la fontaine Jeanne d’Arc en 1900).

##### Autres fontaines
- La Bonne Fontaine : ensemble de fontaines et de lavoirs sur un site antique.
- La fontaine Jeanne d’Arc : construite en 1900, elle remplace la fontaine Saint-Pierre édifiée en même temps que la fontaine Saint-Michel. Une statue de Jeanne d’Arc surmonte la fontaine. Eugène Bernard écrivit un poème vengeur où saint Pierre se plaint d’avoir été chassé. Elle est située sur la place Jeanne d’Arc.
- La fontaine des quatre reines, avec son obélisque au milieu du bassin, date de 1832[204].

##### Place du Palais
L’ancien Palais de Justice (façade de 1842) a succédé à l’ancien palais des comtes de Forcalquier. La place s'appelait aussi autrefois la Granatarié (place aux grains), nom qu’a conservé l’original escalier (1853) qui la fait communiquer avec la rue Bérenger.

##### Quartiers Saint-Pancrace et de la Bombardière
Dans ce quartier, site inscrit, la chapelle Saint-Pancrace, qui porte le nom du patron de la ville (XVIIe siècle). Isolée sur une colline, elle a perdu son bas-côté nord. Le chemin s’ouvre devant un oratoire de la même époque. Un ermitage est accolé à la chapelle. En 1733, d’importantes restaurations ont été faites au bâtiment. Le chemin d’accès est caladé. Elle est inscrite à l’inventaire supplémentaire des monuments historiques
Le clocher de Saint-Pierre est un campanile bâti par la municipalité en 1859.

#### Architecture civile

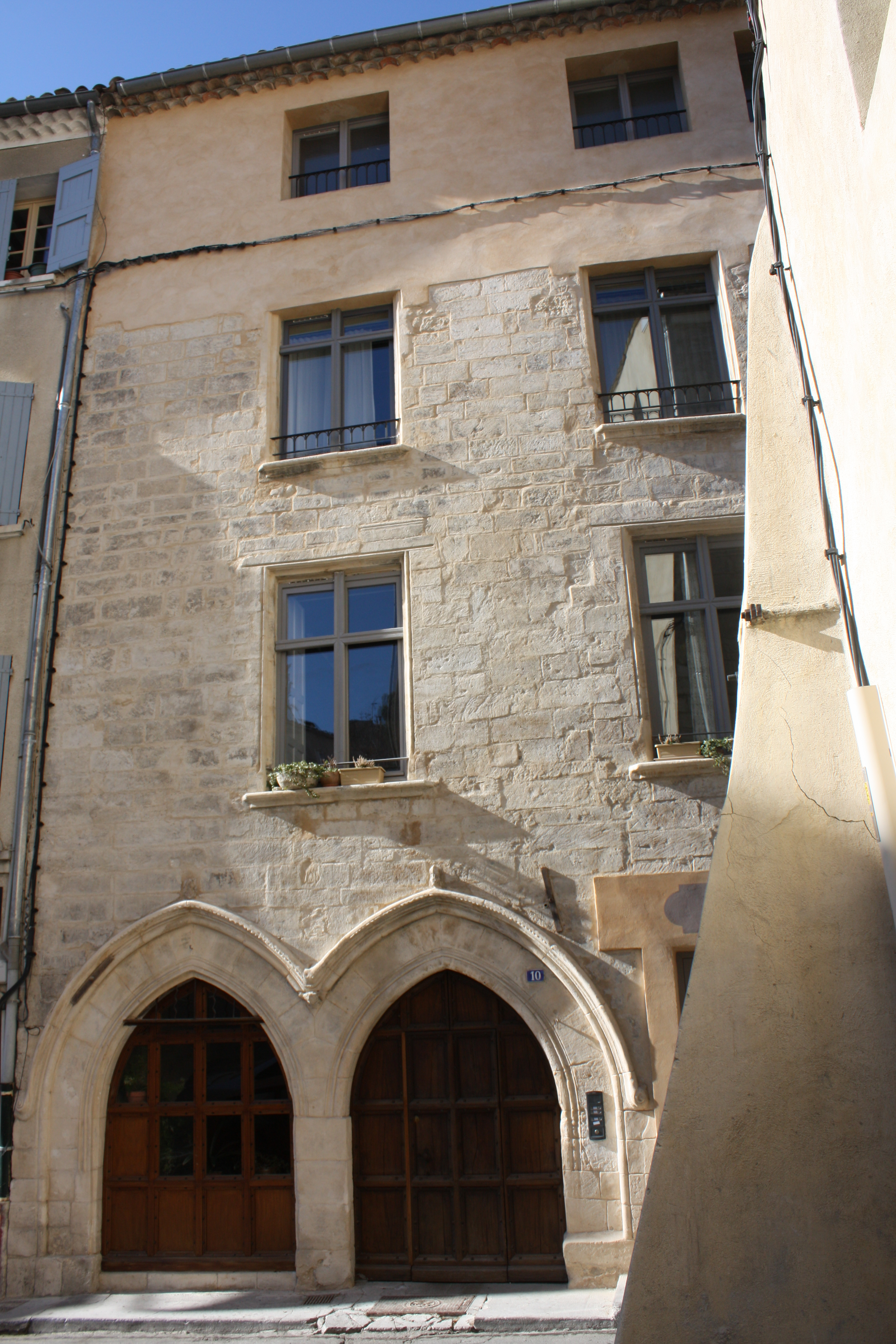
Hôtel d'Autane

L’hôtel d'Autane offre une belle façade (exceptionnelle selon Raymond Collier), avec deux grandes arcades brisées (XIVe siècle) : il est inscrit à l’inventaire supplémentaire des monuments historiques. Le logis du Dauphin est de la même époque : arcades et baies géminées.
Du siècle suivant, subsistent au moins trois immeubles, une maison à l’arrière de l’hôtel d’Autane, un passage Roubaud, et la maison Jean Rey. En pierre de taille, dotée d’une cour intérieure et d’un escalier à vis, ses façades sont percées de fenêtres à meneaux. Il subsiste une porte avec une boiserie en forme de serviette repliée. Elle appartint au XVIe siècle à Jean Rey, de la famille des seigneurs d’Ongles. Sa toiture est protégée par inscription à l’inventaire supplémentaire des monuments historiques.
L’hôtel Sébastiani, rue des Cordeliers, datant du XVIIe siècle, se distingue par ses chaînages d’angle à refends. Les poutres de son vestibule sont enrobées de gypseries, et les corniches sont également en gypserie.
Rue Bérenger, une maison privée possède une porte avec piédroits à bossages et à refends, et surmontée d’un fronton brisé. Datant des XVe et XVIe siècles, agrandie au début du XVIIe, son vestibule a un plafond orné de gypserie (les poutres sont enrobées). Ancienne sous-préfecture jusqu’en 1851, elle sert ensuite de prison. Elle est inscrite à l’inventaire supplémentaire des monuments historiques,.
L’hôtel Arnaud (XVIIe siècle), ancien temple protestant (ancien temple réformé), est inscrit à l’inventaire supplémentaire des monuments historiques pour sa façade et sa toiture côté rue.
L’hôtel des Castellane-Adhémar est de style Louis XIII. Ancienne gendarmerie, on y a découvert derrière une cloison une cheminée dont le manteau est orné de gypseries : deux pilastres à moulures encadrent une couronne de guirlande, sous une frise portant un blason, le tout datant d’entre 1650 et 1700. La maison de Tende, place Saint-Michel, appartenant à la famille de Tende, possède une façade large, du XVIIIe siècle.
La campagne Clémentis est une villa de style palladien, de la fin du XVIIe siècle ; le manteau de sa cheminée en gypserie est orné de pans coupés.
Le musée municipal (mobilier ancien, costumes de Haute-Provence, section archéologie fondée en 1919) est situé au second étage de la mairie.

#### Ouvrages d'art ferroviaires et routiers
Le viaduc des Latins ou de Viou est bâti en 1882-1887, pour le chemin de fer d’Apt à Volx et une route. Le manque de sécurité sur le chantier entraîna l’effondrement d’un échafaudage et la mort de sept ouvriers. Construit sur un tracé courbe, haut de 36 m, long de 136 m, il repose sur sept arches de 13 m. Dès que le train s'est arrêté de fonctionner en 1955, en 1960 des trottoirs sont ajoutés. L’inauguration ayant coïncidé avec la fête des Latins, le viaduc porte en dédicace des inscriptions écrites dans toutes les langues romanes et les différents dialectes occitans. Il porte également une plaque en mémoire de toutes les personnes qui s’y sont suicidées.

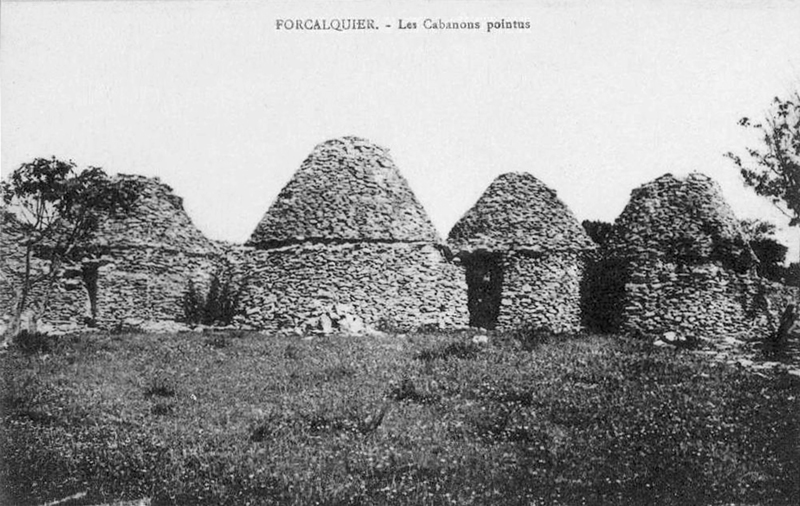
Les cinq cabanons pointus immortalisés par les cartes postales du début du XXe siècle ; le cinquième est hors prise de vue, à gauche.

Le pont sur le Beveron, où passe la route nationale 100, date de 1902. Construit sur un arc surbaissé, avec une voûte en appareil hélicoïdal, il présente un biais de 62°. L’ouverture de la voûte fait 16 m ; le pont fait 5 m de large.

#### Architecture en pierre sèche
Au lieudit La Ponchère, les cinq cabanons pointus, ensemble de cabanes en pierre sèche rendu célèbre par les cartes postales de la première moitié du XXe siècle, ont disparu. Ils servaient, pour quatre d'entre eux, de grangettes et de resserres-à-outils, et, pour le cinquième, de citerne. Signalés « en mauvais état » en 1953, ils sont décrits comme étant « totalement ruinés » en 1980,.

### Héraldique
| Blason de Forcalquier | Blason  | De gueules aux trois pals d'or,.                 |
| Blason de Forcalquier | Détails | Le statut officiel du blason reste à déterminer. |

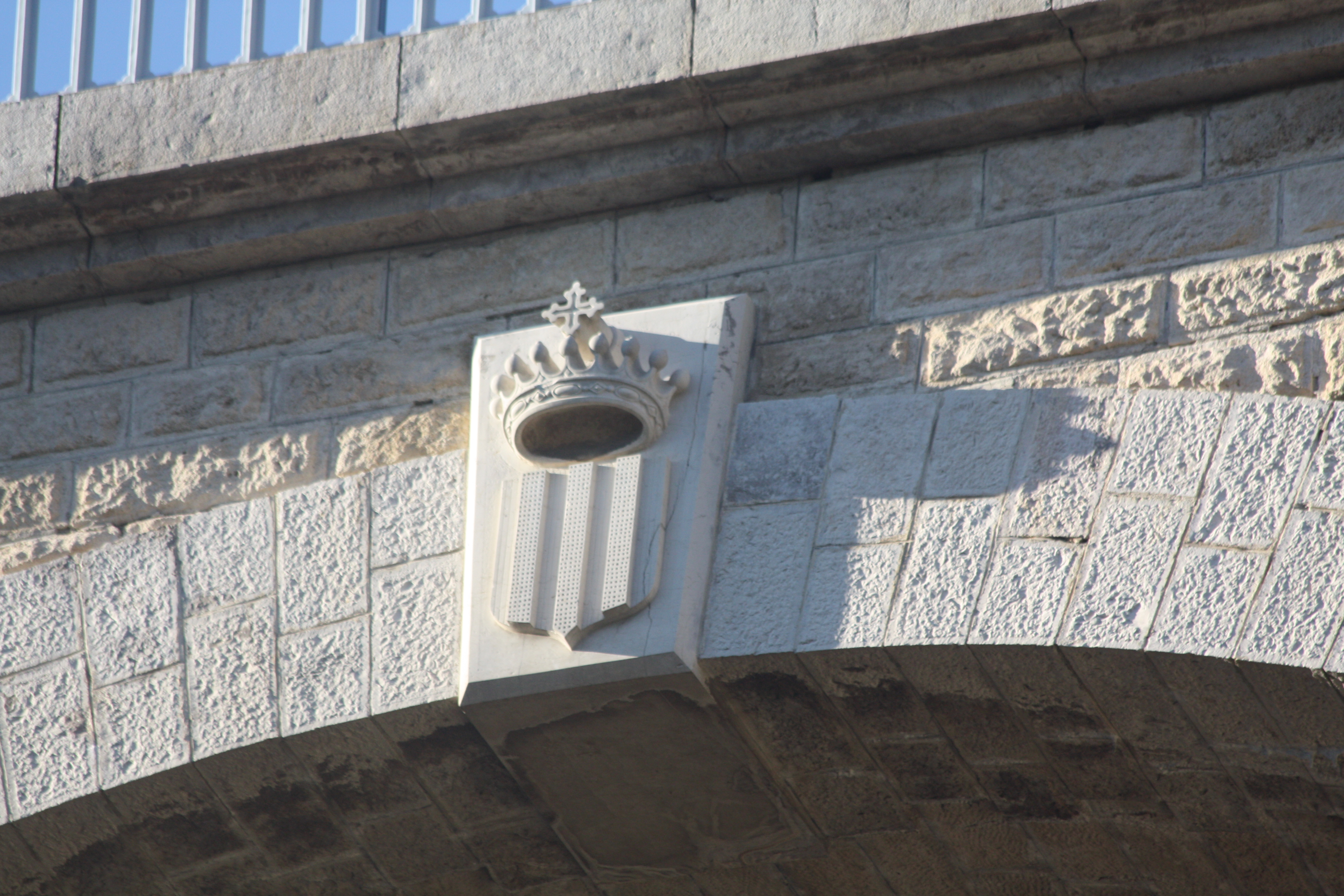
Blason de Forcalquier sur le viaduc du Viou.

Il s'agit du blason de la maison de Barcelone car Raymond-Bérenger IV, qui concéda ce blason à la ville en 1217, était comte de Barcelone et comte de Provence. Pour le distinguer de celui d'Aix-en-Provence, la capitale, les armes furent brisées en lui enlevant un pal (le blason d'Aix-en-Provence porte d'or à quatre pals de gueules). 
Les armoiries sont timbrées d'une couronne comtale et portent en cimier la croix de Forcalquier.
Au XIIe siècle les armes des comtes de Forcalquier (celles de Bertrand II) étaient constituées d’une croix de Toulouse triplement pommetée. Ces armes se retrouvent sur les monnaies du comté de Provence après son union avec le comté de Forcalquier, ainsi que sur les sceaux des comtes. Cette croix n’est plus utilisée à partir du XIIIe siècle.

### Manifestations culturelles et festivités
Forcalquier est le cadre de plusieurs événements culturels et festifs durant toute l'année :
- en avril : la « Fête de la randonnée », a lieu lors du dernier week-end d'avril. Des vingtaine de randonnées sont organisées avec accompagnateurs, pour partir à la découverte des paysages et du patrimoine rural du pays de Forcalquier et de la montagne de Lure. Ces randonnées peuvent s'effectuer à pied, à cheval, à VTT, de jour comme de nuit.
- fin de la quatrième semaine du mois de mai : la « Fête patronale de la Saint-Pancrace ». Elle est caractérisée par la présence d'une fête foraine.
- chaque été, depuis 1989, se déroulent en juillet les Rencontres musicales de Haute-Provence, un festival de musique classique créé sous l’impulsion de la famille Queyras, et actuellement codirigé artistiquement par le célèbre violoncelliste Jean-Guihen Queyras, son frère Pierre-Olivier Queyras (violoniste) et leurs épouses respectives Gesine Queyras et Véronique Marin, toutes deux violoncellistes.

### Médias
La mairie publie chaque trimestre Trait d'Union, un magazine d'informations disponible gratuitement chez un grand nombre de commerçants et d'administrations. Il informe des manifestations et évènements à venir, des travaux en cours de réalisation, des projets municipaux, de l'action de la mairie et de ses services, des nouveaux commerces, des actions des associations… Il contient parfois une note historique, culturelle ou touristique concernant la vie locale. Le directeur de la publication et de la rédaction est le maire de la ville, Christophe Castaner.
La radio associative locale Radio Zinzine a été créée en 1981 et émet depuis Limans (commune voisine de Forcalquier) en direct. Elle est gérée par la coopérative agricole Longo Maï.
Un grand nombre de journaux locaux sont diffusés sur Forcalquier. Les lecteurs peuvent lire, entre autres, La Provence, La Marseillaise, Le Dauphiné libéré et aussi l'hebdomadaire du vendredi Haute Provence info.
La commune est localisée dans le bassin d'émission de TMC Monte Carlo et France 3 Provence Alpes.

### Tournages cinématographiques
Les rues et bâtiments de Forcalquier ont plusieurs fois servi de décor au tournage de scènes de films et de téléfilms :
- 1960 : Crésus de Jean Giono avec Fernandel, Paul Préboist... ;
- 1981 : Les Babas Cool de François Leterrier avec Philippe Léotard, Christian Clavier, Marie-Anne Chazel, Martin Lamotte... ;
- 1988 : La Maison assassinée de Georges Lautner avec Patrick Bruel... ;
- 1995 : Le Hussard sur le toit de Jean-Paul Rappeneau avec Gérard Depardieu, Juliette Binoche, Olivier Martinez, François Cluzet... ;
- 2003 : L'Affaire Dominici de Pierre Boutron avec Michel Serrault, Michel Blanc entre autres[233] ;
- 2010 : Le Sang des Atrides de Bruno Gantillon avec Victor Lanoux[234] ;
- 2012 : Le Secret des andrônes de Bruno Gantillon avec Victor Lanoux[235] ;
- 2013 : Le Commissaire dans la truffière de Bruno Gantillon avec Victor Lanoux, cinquième épisode de la série Commissaire Laviolette.

### Spécialités gastronomiques

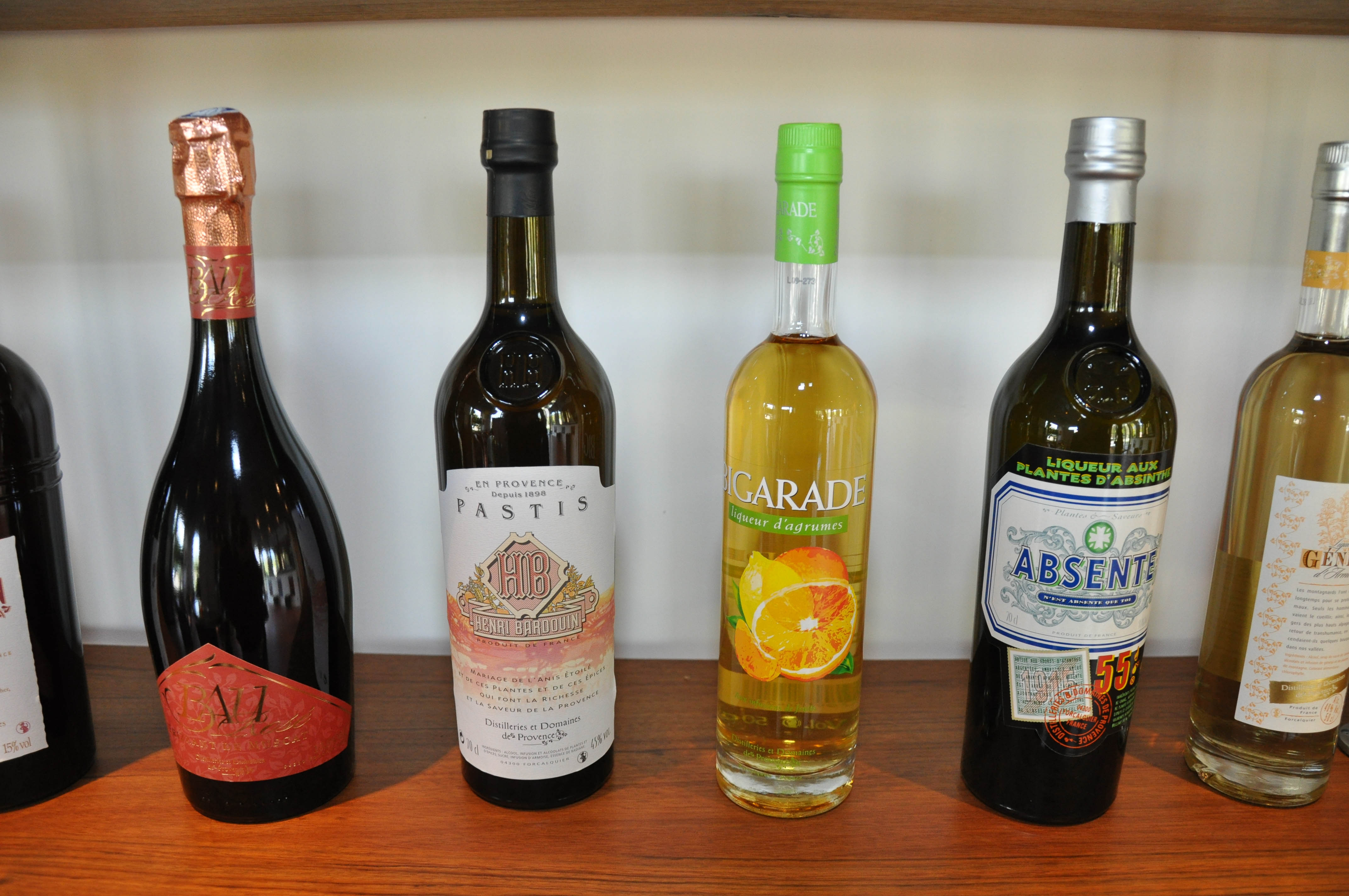
Apéritifs de la distillerie de Provence.

Forcalquier est réputée pour ses apéritifs et liqueurs, plus connus sous le nom de Distillerie de Provence (fondée en 1898). Aujourd'hui devenu Distilleries et Domaines de Provence, cette maison fabrique et commercialise des apéritifs et liqueurs de tradition à base des herbes aromatiques cueillies dans la montagne de Lure. Ces simples, connus et récoltés depuis le Moyen Âge, gardent leurs vertus grâce à leur distillation. Cette pratique se développa au cours des XVIIe siècle et XVIIIe siècle grâce aux cueilleurs et colporteurs qui s'installèrent comme droguistes ou apothicaires. Les spécialités qu'ils élaboraient se présentaient sous forme de boissons ou de breuvages dont étaient vantées les « vertus dépuratives, toniques, digestives et apéritives ou rafraîchissantes ». Le pas fut franchi à la fin du XIXe siècle quand les distillateurs se spécialisèrent dans l'élaboration de liqueurs et d'apéritifs. Ses produits phares sont vins de noix, rinquinquin, vin d'orange, génépi, Pastis Henri Bardoin et Bau des Muscats (frizzant).
La gastronomie forcalquiérenne compte aussi d'autres spécialités moins connues : le petit épeautre, le nougat blanc, la fougasse ou encore les herbes de Provence.

### Personnalités liées à la commune

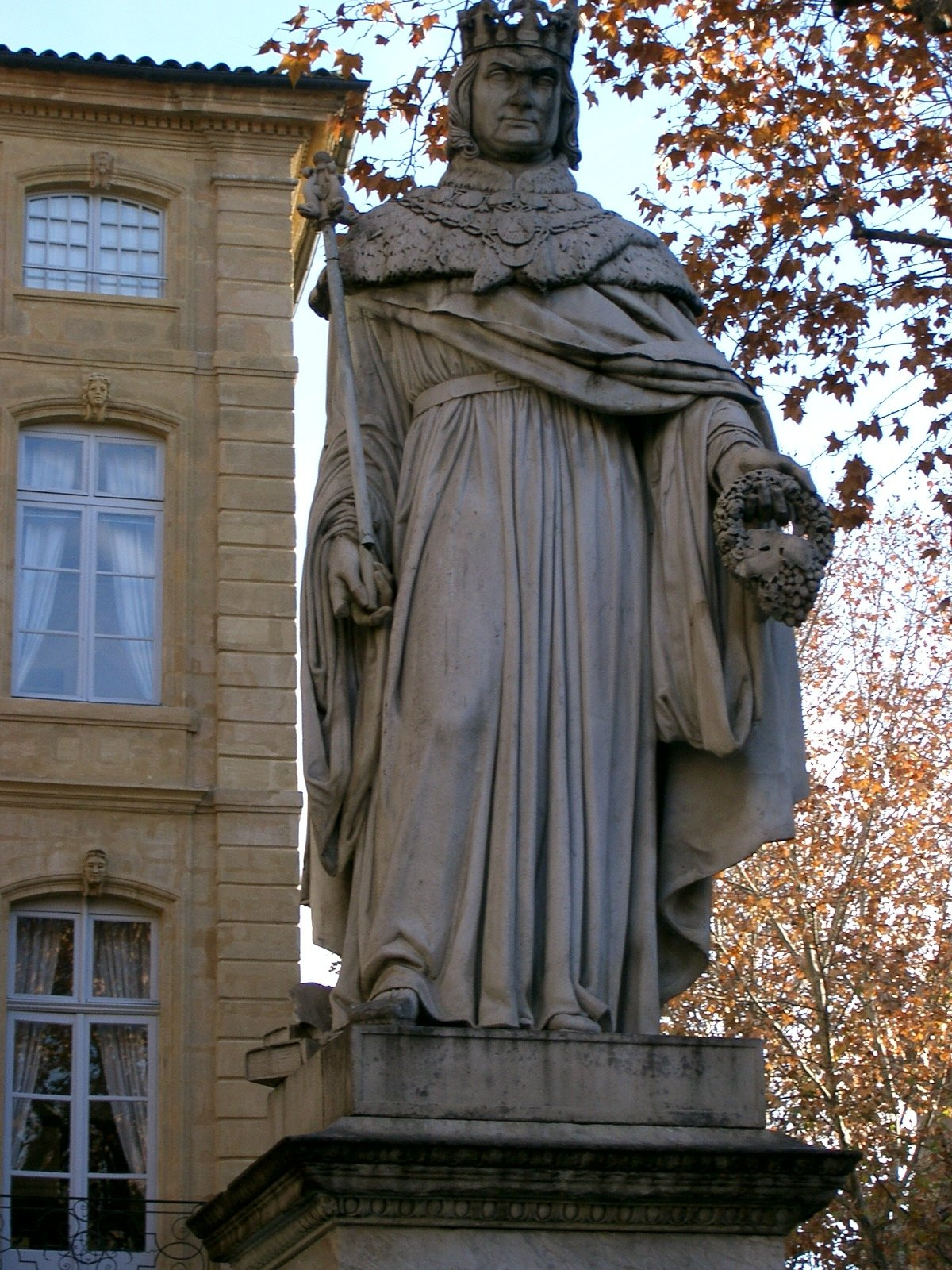
Roi René

- Huguette Bouchardeau, femme politique française, ancienne ministre. Elle fonde à Forcalquier en 1995 HB éditions, maison d'édition dirigée ensuite par son fils François, et qui cesse ses activités en 2008.
- Pierre Delmar, ancien député-maire de la ville de Forcalquier et ancien conseiller général.
- Claude Delorme, ancien député-maire de la ville de Forcalquier et ancien président du conseil général des Alpes-de-Haute-Provence.
- Raimond Bérenger IV de Provence, comte de Provence de 1209 à 1245 et comte de Forcalquier de 1222 à 1245.
- René Ier de Naples, (roi René) comte de Provence et de Forcalquier (1434-1480).
- Charles II d'Anjou, comte de Forcalquier.
- Charles V d'Anjou, comte de Provence et de Forcalquier de 1480 à 1481.
- Marguerite de Provence, reine de France de 1234 à 1270.
- Jeanne de Penthièvre, duchesse, comtesse de Forcalquier.
- Charles IV du Maine, comte de Forcalquier et de Provence.
- Gaucher de Forcalquier, évêque de Gap et de Sisteron.
- Guigues VI du Viennois, seigneur de Garsende d'Urgell-Forcalquier.
- Charles Ier de Sicile, (Charles d'Anjou) de Provence et du Maine de 1246 à 1285 et roi de Naples et de Sicile de 1266 à 1282.
- Guigues VII du Viennois, comte de Provence.
- Adélaïde de Forcalquier, comtesse de Provence puis de Forcalquier.
- Ange Marie d'Eymar (1747-1803), député aux États généraux de 1789.
- Pierre Balthazard Bouche (1758-1850) député aux États généraux de 1789.
- François Charles Bouche (1736-1794), député à la Législative.
- Marius Félix Maïsse (1756-1806), député à la Convention nationale, puis au Conseil des Cinq-Cents.
- Jean-François-Ange d'Eymar (1741-1807), né à Forcalquier, député aux États généraux de 1789 de la communauté d’Haguenau
- Théophile Coupier (1820-1872), médecin, poète, haut fonctionnaire, préfet de la Lozère, préfet des Pyrénées-Orientales.
- Camille Pelissier (1859-1943), homme politique né à Forcalquier, sénateur des Basses-Alpes de 1907 à 1912.
- Raoul Dufy, peintre français, qui passa ses dernières années à Forcalquier et y mourut.
- Pierre Magnan, écrivain, auteur de La Maison assassinée et de Les Courriers de la mort.
- Jean-Guihen Queyras, violoncelliste classique français.
- David Ballon, dessinateur de bande-dessinée.
- Olivier Bauza, dessinateur de bande-dessinée.
- Honorat de Porchères Laugier, poète et l'un des membres fondateurs de l'Académie française.
- Julien Bouillon, artiste contemporain.
- Alain Prieur (1949-1991), cascadeur français.
- Léon de Berluc-Pérussis, historien et poète français de langues française et provençale.
- Odette Ducarre, artiste peintre et architecte.
- Philippe Bruneau, musicien québécois, a vécu et est décédé à Forcalquier.
- Jean-Yves Royer (né en 1944), historien.
- Louis Éconches Feuillée (1660-1732), explorateur, botaniste, géographe et astronome français.
- Henri Laugier (1888-1973), physiologiste, premier directeur du CNRS et ancien secrétaire général de l'ONU.
- Hyacinthe Boniface, juriste (XVIIe).
- Jean-Michel Bayle, champion motocycliste français, plusieurs fois champion du monde de motocross.
- René Gallice, ancien joueur de football professionnel, qui a joué à l'Olympique de Marseille, aux Girondins de Bordeaux et avec l'Équipe de France.
- Gonzague de Rey (1837-1926), poète provençal et historien français.
- Robert Morel (1922-1990), éditeur français.
- Louis Scotto (1947), écrivain d'expression provençale, qui enseigna longtemps le provençal au collège de Forcalquier, où il réside

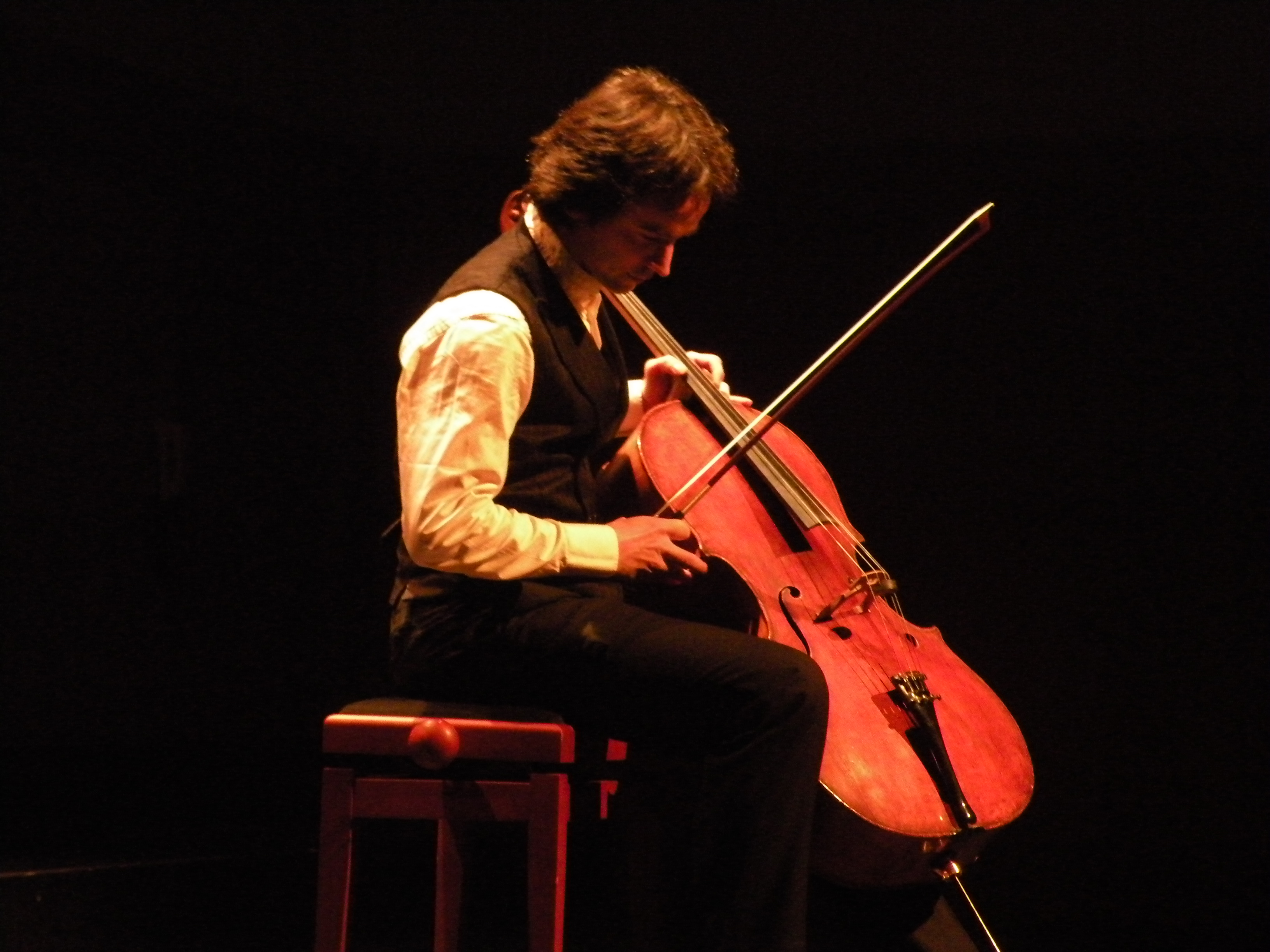
Jean-Guihen Queyras
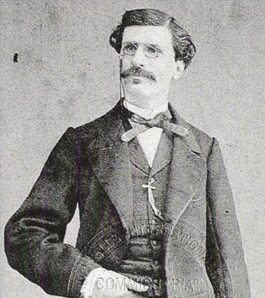
Léon de Berluc-Pérussis
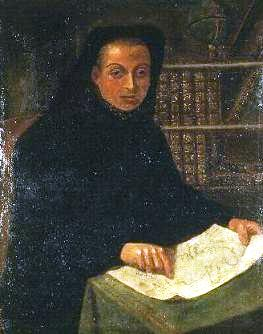
Louis Éconches Feuillée.